# Histoire du karaïsme
Cet article traite de l'histoire des communautés karaïtes ; pour le karaïsme en tant que religion, voir Karaïsme
Le karaïsme (קראות qaraout ; peut aussi s'écrire « caraïsme », « qaraïsme » ou « charaïsme ») est un courant du judaïsme qui s'est séparé du judaïsme rabbinique au plus tard au VIIIe siècle. Contrairement au judaïsme rabbinique, le karaïsme refuse la sacralité de la Loi orale, compilée notamment dans le Talmud. Ses adhérents sont appelés les « karaïtes » ou les « karaïmes » (קראים qaraïm), et sont parfois surnommés bnei ou ba'alei haMiqra (« fils » ou « maîtres de la Miqra »). Pour les karaïtes, seule la Bible hébraïque (la Miqra) possède une valeur sacrée.
Le karaïsme admet que chaque croyant peut interpréter personnellement le sens de la Bible, en restant toutefois au plus près du texte. Cette possibilité a engendré des sensibilités puis des divergences, qui ont multiplié les écoles, et parfois les oppositions entre celles-ci. Le karaïsme n'est donc pas historiquement un mouvement unitaire, mais un ensemble de mouvements religieux juifs se réclamant d'une même démarche de fidélité à la Bible hébraïque, de rejet du Talmud et de l'autorité des rabbins.
Le premier groupe karaïte connu, celui des Ananites, fut fondé au VIIIe siècle, mais il est possible que des mouvements karaïtes moins importants l'aient précédé. Les karaïtes ont tendance à faire remonter leur mouvance  à l'époque du Second Temple de Jérusalem, voire au Premier Temple. 
Le karaïsme connut un âge d'or du IXe siècle au XIe siècle, étant adopté selon certaines sources par 40 % de la population juive mondiale, aussi bien en Europe que dans le monde arabe. Son influence déclina ensuite progressivement, et il n'y aurait plus, au XXIe siècle, que 30 000 karaïtes dans le monde, dont 20 000 à 25 000 en Israël, principalement à Ramle, Ashdod et Beersheba.
À l'origine, les mots « karaïte » et « karaïme » (les deux versions les plus souvent rencontrées en français pour désigner les adeptes) sont interchangeables. À compter du XIXe siècle, cependant, les karaïtes résidant dans l'empire tsariste (et uniquement eux) se redéfinirent majoritairement comme un peuple distinct du peuple juif, d'ethnie turque tatare, pratiquant une religion spécifique issue du mosaïsme et possédant sa langue propre. L'habitude s'est alors assez largement répandue de désigner les tenants de cette nouvelle approche par le terme « Karaïme » ou « Qaraylar ». Le mot « karaïte » s'utilise dorénavant plutôt pour désigner les karaïtes extra-européens (qui continuent tous à se définir comme Juifs), mais aussi comme terme générique pour désigner l'ensemble des groupes. Cependant, ces utilisations ne sont pas pleinement normalisées, et des utilisations inverses peuvent encore être trouvées.

## Avant le karaïsme
Pour le judaïsme rabbinique, la Torah est inséparable de son commentaire, la Torah orale, donnée à Moïse en même temps que les Tables de la Loi sur le mont Sinaï. Compilée depuis dans la Mishna et les Talmuds, cette exégèse fixe le sens de la Bible, déterminant des règles qui n’y apparaissent pas explicitement comme l’allumage de bougies à l’entrée du chabbat.
La validité et la sacralité de la Torah orale sont débattues dès l’Antiquité : le mouvement pharisien s’en fait le champion tandis que d’autres groupes la contestent. Les Sadducéens sont les plus illustres représentants de cette position mais il est probable que d’autres courants scripturalistes aient existé pour lesquels la Torah orale compilait des traditions populaires sans valeur religieuse.
On ne connaît pas la filiation entre ces mouvements religieux juifs de l'Antiquité et le karaïsme ultérieur, mais ce dernier a probablement utilisé des idées religieuses qui pré-existaient.
Après la destruction du temple de Jérusalem en 70 de notre ère, et la disparition des Sadducéens qui lui étaient liés, le judaïsme pharisien devint le judaïsme dominant. Les deux Talmuds compilent la loi orale entre le IIe siècle et le Ve siècle, et imposent leur interprétation de la Bible.

## Principes du karaïsme

### Divergences d'avec le judaïsme rabbanite
Le karaïsme n'accorde aucun crédit à toute source autre que la Bible hébraïque pour déterminer la loi religieuse. Les interprétations talmudiques ne sont considérées que comme des interprétations humaines, acceptables ou non selon les cas. Les commandements qui n'apparaissent pas clairement dans la Bible (comme la transmission du judaïsme par les femmes) sont rejetés.
Corollaire du refus de la loi orale, les karaïtes rejettent le principe rabbinique de la Emounat Hakhamim « la foi dans les sages ». Selon ce principe, chaque Juif pieux doit se donner un rabbin, versé dans la Torah orale et ses interprétations, qui guidera sa vie, au moins religieuse. Les termes de « sages », « grands de la Torah », « luminaires » ou « décisionnaires » désignent les rabbins les plus importants, qui « ont accès à la “connaissance suprême” [et] voient ce qui va se passer dans le long terme, à un niveau supérieur ». L'autorité des rabbins, et plus spécifiquement des grands « sages », en matière d'interprétation de la Torah, ne peut être remise en question que par l'un de ses pairs. 
Pour les karaïtes, la seule autorité légitime est celle des prêtres du temple de Jérusalem, disparue depuis la destruction de celui-ci en 70 EC, que seule la reconstruction du Temple pourrait restaurer. Les rabbins ne peuvent donc avoir le monopole de l'interprétation des textes. Chacun peut en théorie participer à l'organisation du culte, bien qu'en pratique, les Hazzanim (officiants) et Hakhamim (sages) tiennent un rôle religieux plus important. Dans la communauté karaïte cairote à la veille de son émigration en Israël, les officiants, bien que refusant toute référence au rabbinat du Caire, portaient soit le titre de rabbi, soit celui de hakham.
Les karaïtes ne rejettent ni la nécessité de l'exégèse biblique, ni même le besoin d'une tradition orale, mais réfutent cette « sacralisation » des prédécesseurs et des experts, et n'hésitent pas à s'éloigner de leurs enseignements s'ils estiment rester plus fidèles au sens obvie des versets dans leur exégèse biblique, tant homilétique que légalistique.
De ce principe découle la compréhension que la détermination de la pratique religieuse à adopter est également à la discrétion de chacun. Cependant, loin d'être une exhortation au choix personnel, il s'agit d'un appel à la responsabilité personnelle, ainsi que l'énonce le Hakham Sahl ben Matzliah HaCohen, « sachez, enfants d'Israël que chacun est responsable de son âme, et que notre Dieu n'entendra pas les paroles de celui qui se justifie en disant : “ainsi m'ont appris mes maîtres” ». Le Hakham Daniel ben Moshe Al-Qumisi déclare de façon plus tranchée encore : « Celui qui se repose sur les enseignements de l'exil, sans bien chercher par sa propre sagesse, est comme un idolâtre ».
Malgré cette absence de norme interprétative absolue, les mouvements karaïtes surent éviter l'anarchie. Les hakhamim, s'ils n'avaient pas un rôle communautaire aussi prépondérant que celui des rabbins, étaient malgré tout considérés comme une autorité importante à défaut d'être définitive, et ce en matière d'exégèse, de halakha et de tradition, et les exégèses individuelles avaient tendance à se conformer aux leurs.
Les karaïtes refusent cependant toute exégèse antérieure comme définitive, y compris celle des hakhamim, bien qu'ils en tiennent fortement compte. Le dernier Hakham al-Akbar (1934-1956) de la communauté du Caire, Touvia Levi Babovich, égyptien d'origine russe, répondait à l'objection selon laquelle le karaïsme élabore un code tout comme le rabbanisme, en appuyant sur le caractère non-définitif des décrets des hakhamim : « De nombreux chercheurs ont établi la différence entre les fondements de foi des karaïtes et ceux des rabbanites, en ce que le karaïsme s'appuie à chaque génération sur la Torah écrite, et dans la possibilité des hakhamim de la génération de modifier les coutumes et lois en fonction de l'époque sans dévier à droite ni à gauche de la Lettre, alors que le judaïsme rabbinique s'appuie sur les paroles des sages, qui ont préséance sur les paroles de la Torah ».
Du fait de ces divergences d'interprétation, les karaïtes ont aussi des rituels différents de ceux des rabbanites. Si, comme les rabbanites, les karaïtes prient ainsi trois fois par jour, c'est en référence au Livre de Daniel. Suivant la même source biblique, les karaïtes prient en se prosternant. Les karaïtes n'utilisent généralement pas le terme de beth knesset (synagogue), mais celui, assez proche, de kenessa (ces deux termes sont dérivés de l'hébreu כנסת knesset, assemblée). Enfin, les karaïtes, même pratiquants, se déplacent tête découverte (sans kippa), sauf à la kenessa et lorsqu'ils lisent les textes saints.
Le calendrier utilisé par les karaïtes n'est, contrairement à celui des rabbanites, ni fixé d'avance ni basé sur le calcul, mais fondé sur l'observation de la lune. Ainsi, « les karaïtes rejettent [...] la réforme du calendrier présentées par les rabbins au neuvième siècle, et leurs fêtes peuvent tomber à des moments légèrement différents des fêtes rabbanites ».

### Ressemblance avec le judaïsme rabbanite
Alors que karaïtes et rabbanites débattaient âprement de points de loi (Mitzvot) et de pratiques, ils étaient assez largement en concordance sur la théologie. 
Précédant d'un siècle la formulation de Moïse Maïmonide, le Hakham Yehouda ben Eliya Hadassi expose à Constantinople les principes de foi dans son Eshkol ha-Kofer (1148) :
1. Dieu est le Créateur de tous les êtres créés ;
2. Dieu est transcendant et n'a ni égal ni associé ;
3. L'univers tout entier a été créé ;
4. Dieu appela Moïse et les autres Prophètes du canon biblique ;
5. Le Loi de Moïse seule est vraie ;
6. Connaître le langage de la Bible (l'hébreu) est un devoir religieux ;
7. Le Temple de Jérusalem est le palais du Maître du monde ;
8. Croyance en la résurrection, contemporaine de la venue du Messie fils de David ;
9. Jugement final ;
10. Rétribution.

Ces principes sont donc assez similaires aux treize principes de Maïmonide, à l'exception des articles 5 et 6, qui mettent l'exergue sur le rejet de la Loi orale et l'obligation de connaître l'hébreu.
Les karaïtes adhèrent à la croyance eschatologique en la venue du Messie et en la résurrection des morts, et se basent pour cela sur diverses sources bibliques. Dans ce domaine, les karaïtes ont donc une croyance tout à fait similaire à celle des Juifs rabbanites, mais divergent fondamentalement d'avec les Sadducéens (qui n'y croyaient pas), autre courant scripturaliste (basé sur l'écriture), dont certains karaïtes considèrent pourtant qu'ils sont les héritiers. Les adhérents à cette thèse tentent de résoudre le paradoxe en postulant l'existence de plusieurs courants sadducéens d'une part, et d'une possible croyance antérieure de ce courant dans la résurrection des morts d'autre part.

## Expansion et déclin du karaïsme

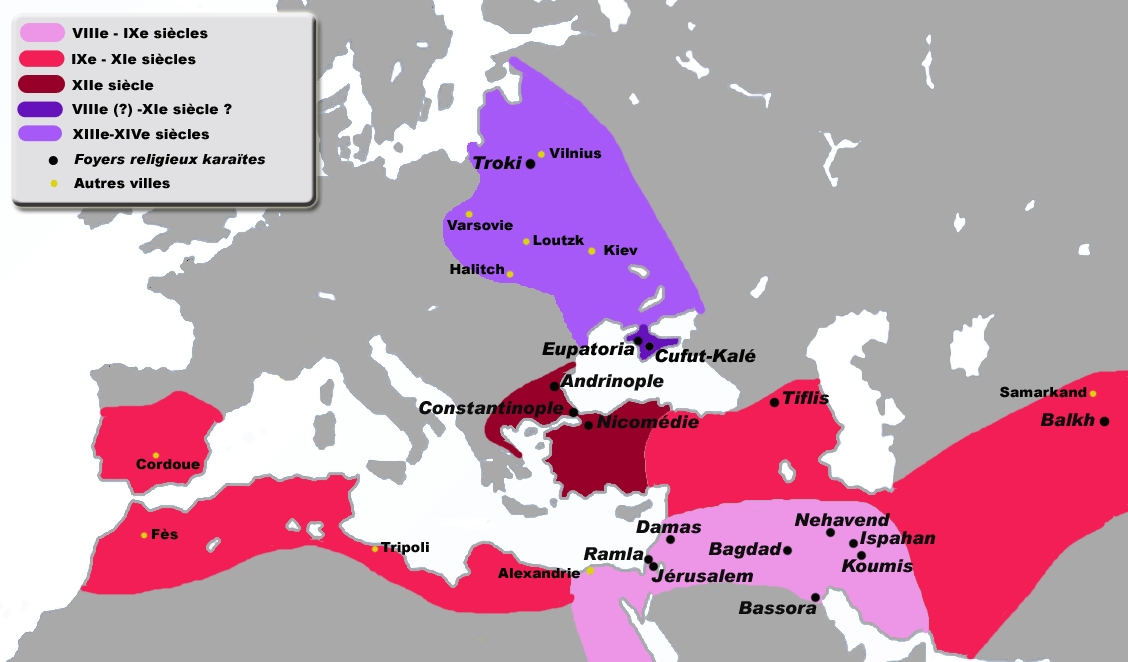
Extension progressive du karaïsme.

Le premier auteur karaïte généralement identifié est Anan Ben David, à la fin du VIIIe siècle. Rapidement, dans un mouvement qui accorde à chaque croyant le droit d'interpréter les écritures, moyennant le respect du texte, d'autres auteurs apparaissent, et diversifient le mouvement, tant dans ses doctrines que dans son implantation géographique.
Bien que les hakhamim aient par la suite réduit ce pluralisme, plusieurs écoles d'interprétation, d'ampleur et de durée inégales, se font concurrence et engendrent des courants comme l'ananisme, ou le benjaminisme.

### L'expansion
La karaïsme a dans les premiers siècles de son existence connu une extension assez rapide, attirant à lui de larges pans de la communauté juive.

#### Anan ben David
Au VIIIe siècle, un talmudiste nommé Anan ben David, d'ascendance davidique supposée, s'élève contre l'hégémonie de l'exilarcat et des gueonim. Il se rend, ou est peut-être exilé à Jérusalem, où il se livre à une activité missionnaire intense, reprend des pratiques abandonnées, comme la détermination des mois en fonction de la lunaison, ainsi que certaines ordonnances d'Abou Issa, un hérésiarque juif qui l'aurait précédé d'un siècle environ, selon Yaakov Al-Qirqissani (un hakham et historiographe karaïte du Xe siècle), et en abroge d'autres, comme le port des tefilin. 
Cependant, s'il fonda à n'en pas douter le courant dit ananite, et est considéré comme un personnage important pour le karaïsme, il n'est pas certain qu'il en soit le créateur : Ya'acov Al-Qirqisani, un hakham karaïte du Xe siècle, estime que ses disciples le suivaient en tout comme les rabbanites, voire que son exégèse était fortement entachée de rabbinisme. Certains historiens ont formulé, en s'appuyant sur les textes de Qirqissani et de Messaoudi, un lettré musulman ayant écrit à la même période, l'hypothèse que la séparation entre l'ananisme et le judaïsme rabbanite n'eut pas lieu du temps d'Anan ben David (ils fréquentaient en effet les mêmes académies religieuses) mais de son arrière-petit-fils, Anan II. À l'inverse, il est possible que le karaïsme ait une origine plus ancienne qu'Anan, fondée sur les sectes scripturalistes antérieures.
Il semble en tout cas qu'Anan ben David ait donné aux opposants à la Loi orale deux bases qui leur avaient manqué jusque-là : la légitimité d'une ascendance davidique supposée, et les outils pour la critique d'un système talmudique autrement impénétrable. 
Le code d'Anan, qualifié par certains de tentative de créer « un nouveau Talmud », comporte certes des ressemblances avec l'hanafisme islamique mais emprunte aussi au Talmud (plus précisément aux opinions exposées dans le Talmud, mais n'ayant pas convaincu les Sages du Talmud) et aux sectes juives. Ce foisonnement, qui attire initialement tous ceux que le Talmud laisse « mécontents », finit par ne trouver grâce aux yeux ni des rabbanites, ni même de beaucoup de karaïtes. De plus, la pratique très ascétique de l'ananisme est difficilement compatible avec une vie ordinaire.
Les descendants d'Anan ben David règnent à Jérusalem en princes, et mènent une activité missionnaire intense auprès des communautés juives. « Les communautés karaïtes assurent leur protection grâce à des membres éminents de la secte, personnages en vue à la cour des puissants [...]. Dirigées par des nessi'im (princes) s'affirmant volontiers descendant de la maison de David, elles s'enorgueillissent de nombreux savants qui font autorité dans leurs disciplines : exégèse biblique droit, hébreu, philosophie... L'effort intellectuel des karaïtes vise [...] à prouver les erreurs du judaïsme talmudique. La méthode critique qu'ils mettent au point et leur excellente connaissance des doctrines et des coutumes rabbiniques rendent compte de l'indéniable qualité de la polémique religieuse. Mais la critique sociale n'est pas moins acerbe : les karaïtes s'en prennent durement aux chefs du judaïsme rabbinique, exilarques, ghe'onim et dignitaires de leur entourage ». Le poids des intellectuels karaïtes de l'époque est important, et le serait d'autant plus si Aharaon ben Asher et les autres Massorètes qui ont fixé le texte massorétique de la Bible hébraïque étaient karaïtes, comme les karaïtes eux-mêmes se plaisent à le croire. Toutefois, cette importance pourrait être en tout ou partie surévaluée, certains chercheurs ayant, comme Simhah Pinsker, identifié tout érudit concentrant sa recherche sur la Bible comme un karaïte.

#### Influence de l'islam
La coïncidence de la montée de l'islam et celle du karaïsme a été relevée par certains auteurs, et, de façon plus ancienne et plus polémique, dans les milieux du judaïsme rabbanite, où l'on accusait les karaïtes d'être des imitateurs de l'islam. 
Il existe en effet certaines ressemblances de pratiques (prosternation lors de la prière, qui se fait pieds déchaussés, abstention de vin, etc.) et d'approches (rapport direct entre le fidèle et Dieu, entre le fidèle et le texte sacré). 
Mais au-delà de ces pratiques, le poids exact de l'islam dans la naissance du karaïsme reste inconnu. 
Le rabbin Bernard Revel nie même que le karaïsme puisse n'être qu'une conséquence juive de la montée de l'islam, et du chiisme en particulier.

#### Aux origines du mouvement
La place de Anan dans l'apparition du karaïsme et des mouvements juifs opposés au Talmud a dès l'origine fait débat, et n'est d'ailleurs toujours pas clairement définie.
Lors de ses polémiques avec les karaïtes au IXe siècle, Saadia Gaon accuse ce mouvement d'être d'origine récente, et motivé par les seuls désirs de revanche d'Anan ben David. Son adversaire karaïte Salomon ben Yerouham, considéré comme un historien sérieux, ne réfute pas le caractère récent des karaïtes.
Cependant, moins d'un siècle après Saadia Gaon, le hakham Yaaqov al-Qiriqissani écrit dans son Kitab al-Anwar qu'Anan ne fonda que les ananites et que ceux-ci ne s'intégrèrent aux karaïtes qu'ultérieurement. L'auteur karaïte égyptien contemporain Mourad el-Kodsi fait état d'un document égyptien estampillé par Amru ben al-As, le premier gouverneur islamique, daté de l'année 20 après l'Hégire (641) où les karaïtes seraient mentionnés par ce nom. Ce document aurait cependant disparu aux alentours du début du XXe siècle. L'origine du karaïsme ne peut donc pas être datée avec certitude, la plupart des karaïtes (ainsi que certains historiens, dont Moshe Gil) estimant qu'Anan ben David, s'il fut le premier dirigeant d'envergure à s'opposer au rabbinisme, n'était pas le créateur du mouvement karaïte. 
En règle générale, les karaïtes ont tendance à faire remonter leur mouvement à la plus haute antiquité. Ainsi, au XVIIIe siècle, le Hakham Mordecai ben Nissan, reprenant les idées de Caleb Afendopolo et Eliyahou Bashiatzi,, fait remonter leur existence à Juda ben Tabbaï, un contemporain de Shimon ben Shetah (Ier siècle avant l'ère chrétienne).  
Selon d'autres, les karaïtes descendraient de la secte des tzaddiqim (« justes »), à ne pas confondre avec les tzedouqim, les sadducéens. 
Au XIXe siècle, Abraham Firkovich défendait l'idée que « les ancêtres des Karaïtes [de Crimée] étaient venus en Crimée au septième siècle avant l'ère chrétienne ».
Certains karaïtes ont aussi défendu la thèse selon laquelle ils descendaient de la plus célèbre école juive scripturaliste (donc opposée à la loi orale) de l'antiquité, les Sadducéens. Ce rattachement supposé, qui fut utilisée plus tard par les Karaïmes de l'Europe de l'Est afin de se disculper de l'accusation de peuple déicide, avait été condamnée au XIIe siècle par le Hakham Juda Hadassi, qui démontrait leurs nombreux désaccords théologiques, dont la croyance en la résurrection des morts (refusée par les Sadducéens). Elle avait cependant été soutenue par les rabbins médiévaux, dont Juda Halevi, Abraham ibn Ezra, Abraham ibn Dawd et Moïse Maïmonide, mais cette opinion pourrait également n'être que le reflet d'une volonté de discréditer la secte en la présentant comme la rémanence de la secte du second Temple, haïe par les rabbanites. Elle fut reprise par l'un des fondateurs du judaïsme réformé, le rabbin Abraham Geiger, mais contestée par le rabbin Bernard Revel, qui remarque une singulière analogie entre la halakha karaïte et celle de Philon d'Alexandrie
Le karaïsme aurait également des points communs avec les Esséniens. Des auteurs (Kowzalsky et al.) ont en effet constaté une « analogie singulière » entre les écrits des anachorètes de la mer Morte et les textes karaïtes. Les écrits du Hakham Benjamin al-Nahawendi porteraient l'influence des Magâriyah (Hommes des Grottes), qu'Abraham Harkavy identifie aux Esséniens. L'auteur Karaïme moderne Simon Szyszman défend ainsi une origine essénienne de la doctrine religieuse karaïte.
Quelle que soit leur version des origines, les karaïtes ne se perçoivent pas comme des innovateurs, mais bien au contraire comme les légitimes continuateurs des courants originels du judaïsme, dont le judaïsme talmudique (ou rabbinique) se serait éloigné.

### Évolutions auIXesiècle- Perse et Babylonie
Du VIIIe au IXe siècle, soit pendant un peu plus d'un siècle, ce sont des religieux babyloniens ou perses qui se montrent les plus influents au sein du karaïsme, ce qui est cohérent avec la zone d'apparition du mouvement, elle-même située au centre de gravité du monde juif de l'époque (le judaïsme rabbinique est également dominé par des religieux babyloniens, les Gueonim).
Tant les interprétations que la méthodologie d'Anan commencent à être critiquées au IXe siècle par ces religieux perses et babyloniens, karaïtes eux-mêmes.
Vers 830-860 EC, Benjamin al-Nahawendi, originaire, ainsi que son nom l'indique de Nehavend (Perse), s'éloigne de certaines méthodes d'interprétation d'Anan (peut-être marquée par l'hanafisme). Il se fie aux allégories de l'ancienne école judéo-alexandrine, et semble fortement influencé par les écrits esséniens. Il est le premier, selon Yaaqov al-Qirqissani, à vraiment mettre en forme la doctrine karaïte : faisant fi de l'anti-talmudisme, il adopte de nombreuses ordonnances rabbiniques, tout en énonçant les principes de libre exégèse et de rejet de l'argument d'autorité. Toutefois, bien que ses analyses diffèrent totalement d'Anan, Benjamin al-Nahawendi n'émet aucune critique explicite à son encontre, du moins qui soit parvenue jusqu'à nous.
Tel n'est pas le cas de son contemporain, Ishmaël d'Akbara, et de ses disciples. Ishmaël, fondateur des Akbarites, n'hésite pas quant à lui à traiter Anan d'« âne » et à abroger ses mesures. D'autres sous-courants du karaïsme, fondés par ses disciples, comme les Mashwites, les Tiflissites et les Ramlites font de même.
Daniel Al-Kumisi, dernière grande figure karaïte du IXe siècle, également originaire de Perse, passe de l'admiration pour Anan (l'appelant rosh hamaskilim, le chef des éclairés) à la dérision (rosh hakessilim, chef des fous). Contrairement à Anan, il fait montre d'un grand respect pour la science et la médecine. Il considère que le principe des prescriptions bibliques ne doit pas être interprété allégoriquement, ni expliqué en désaccord avec le sens simple des versets. Il semble avoir été quelque peu influencé par les idées sadducéennes, notamment dans sa conception des anges, et par l'islam.
« Le véritable karaïsme débuta vraiment avec Daniel Al-Kumisi (à la fin du IXe siècle), qui abandonna l'ananisme. Durant le Xe siècle, certains des descendants d'Anan se joignirent aux karaïtes [plutôt influencés par Daniel Al-Kumisi] à Jérusalem, amenant avec eux à la fois leur lignage davidique et le prestige de leur ancêtre », et l'ananisme lui-même finira par disparaitre.

#### Le karaïsme auxXeetXIesiècles- le centre palestinien
C'est Al-Qumisi qui aurait développé le karaïsme en Palestine vers 875. Le nouveau centre palestinien devient au Xe siècle dominant dans l'enseignement karaïte, et le restera jusqu'aux croisades, deux siècles plus tard. La communauté de la ville aurait été plus importante à l'époque que la communauté rabbanite. Beaucoup des livres importants des Xe siècle et XIe siècles y sont rédigés, mais pas tous.
Dans la seconde moitié du Xe siècle, Levi ben Japhet rédige à Jérusalem un code de lois religieuses, le livre des préceptes.
Mais la plus importante autorité du Xe siècle est Yaaqov al-Kirkissani. Outre son importante œuvre sur les sectes juives, il est exégète, législateur, et surtout philosophe. Lui aussi commence par admirer de la personne d'Anan ben David sans parvenir à accepter ses interprétations. C'est Yaaqov al-Kirkissani qui rédige en arabe le livre des lumières et tours de garde, code systématique de la loi karaïte. Outre son développement du rikkoub (considérant mari et femme comme consanguin, il multiplie les unions interdites), il joue un rôle capital pour l'avenir du karaïsme en adoptant la démarche musulmane du Kalâm sans modification, et en prônant l'usage du sens commun et de la connaissance lors de l'exégèse. 
Il en résulte une séparation au XIe siècle au sein du karaïsme entre karaïtes « philosophes », dont Joseph ben Abraham et son élève Yeshoua ben Yehouda et « non-philosophes », dont Salmon ben Yerouham, Sahl ben Matzlia'h ou Yefet ben Ali. Ces derniers développent une activité nouvelle, la polémologie, pour contrer les attaques de Saadia Gaon, les premières à réellement ébranler le karaïsme après deux siècles.
Le XIe siècle compte aussi des grammairiens notables, comme Aaron de Jérusalem.
Au début du XIe siècle Joseph ben Abraham Hacohen ha-ro'é (« le voyant ») « polémique contre le gaon Saadia, et contribue à la diffusion du karaïsme ».

#### DuXIIeauXVIesiècle- le centre byzantin

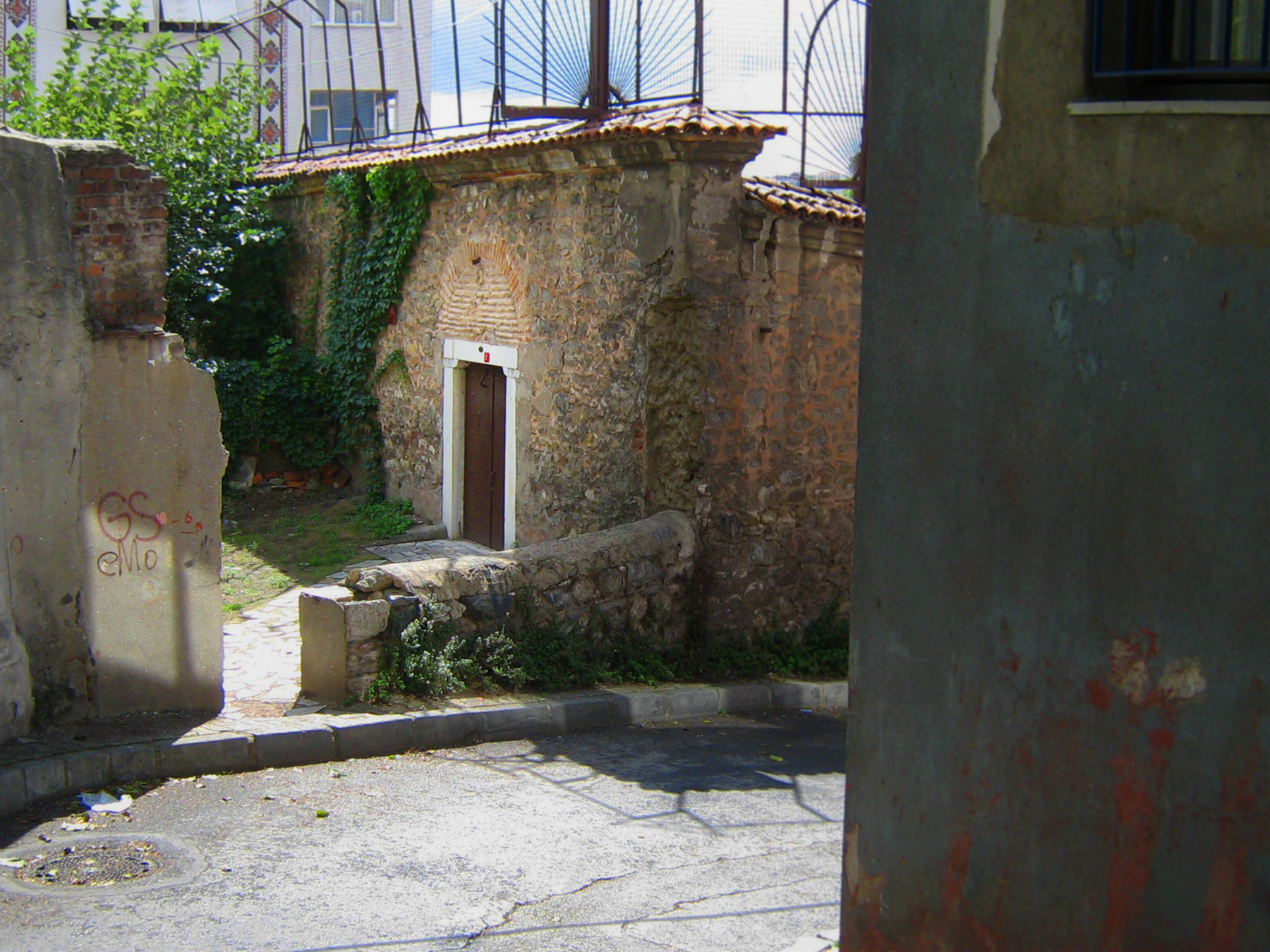
Kenesa à Istanbul.

La destruction de la puissante communauté de Jérusalem lors de la première croisade (1099), et la lutte entreprise contre la communauté karaïte d'Égypte par Moïse Maïmonide et ses descendants, affaiblissent durablement le karaïsme d'orient, dont le centre de gravité se déplace partiellement (mais pas totalement) vers l'Empire byzantin (Grèce ou Turquie actuelles, essentiellement). Des missionnaires venus de Jérusalem y avaient en effet implantés des centres karaïtes dès la seconde moitié du XIe siècle. 
Les karaïtes ne produiront plus de penseurs religieux originaux après le XIe siècle. La doctrine apparaît désormais comme fixée, et plus sur la défensive face à un rabbanisme qui reprend progressivement l'avantage. Mais la fin de l'innovation ne signifie pas que la production littéraire karaïte cesse.
Yehouda ben Eliya Hadassi écrit ainsi à Constantinople en 1148 son Eshkol ha-kofer, « somme de théologie karaïte, et sans doute l'œuvre karaïte la plus importante jamais rédigée en hébreu ». On y trouve en particulier les dix principes de foi karaïtes.
« Aharon ben Élie, le “maimonide karaïte”, écrit également son “paradis”, compilation systématique des lois et croyances karaïtes ».
D'autres auteurs d'une certaine importance marquent aussi la période, comme Aaron ben Joseph de Constantinople et Aaron ben Eliya de Nicomède. 
Vers la fin de la période, lorsque l'empire ottoman s'impose comme successeur et remplaçant de l'Empire byzantin, Andrinople abrite une illustre lignée de Hakhamim, les Bashiyatzi, qui donneront, entre autres, Eliya Bashyatzi (XVe siècle), l'auteur de l'Adderet Eliyahou (code halakhique majeur du karaïsme, rédigé avec son beau-frère Caleb Afendopolo) et son petit-fils Moïse (première moitié du XVIe siècle) qui, malgré son décès prématuré à 28 ans, rédigera de nombreux traités.
La période marque cependant le déclin de l'influence du karaïsme dans les pays méditerranéens, maintenant totalement sur la défensive face au rabbanisme, et en régression démographique.

#### Le karaïsme en Europe occidentale
Les disciples de Yeshoua ben Yehouda transportent ses enseignements à travers l'Europe. 
Sous l'impulsion d'ibn al-Tarras, le karaïsme s'implante en Espagne au XIIe siècle, mais le missionnaire est sans doute trop agressif, car il entraîne une réaction rabbanite, qui finit par circonscrire les karaïtes dans une citadelle. Leur passage en Espagne suscite la création d'œuvres rabbiniques de premier plan, comme le Sefer HaKabbala d'Abraham ibn Dawd ou le Kuzari de Juda Halevi, tous deux rédigés en vue de défendre le judaïsme rabbinique, ce qui indique le succès rencontré par les thèses karaïtes.

#### Les karaïmes en Europe orientale duXVeauXVIIIesiècle
À compter du XVe siècle, les communautés du monde arabo-musulman semblent moins actives, et les communautés de la Crimée, qui se répandent à travers la Volhynie et la Lituanie, voient des auteurs importants apparaître. 
À la fin du XVIe siècle, Isaac de Troki écrit en Lituanie son « affermissement de la foi », vigoureuse défense du judaïsme contre le christianisme, où l'auteur rejette fermement la messianité de Jésus ou le caractère prophétique de l'enseignement de Mahomet.
En 1698, Mordecaï ben Nissan écrit son Dod Mordekai, dans lequel il répond à trois des quatre questions posées à David ben Shalom par Jacob Trugland, un professeur de théologie de l'université de Leyden. Deux de ces questions (origine des karaïtes et livres saints) lui permettent de définir le judaïsme karaïte vis-à-vis du judaïsme rabbinique ou du christianisme. Il y indique en particulier : 
1. que les karaïtes ne descendent pas des sadducéens, mais existaient déjà à l'époque du second temple (donc à l'époque de Jésus) ;
2. que les karaïtes utilisent la même Bible hébraïque que celle des rabbanites[28].

À compter de la fin du XVIIIe siècle, les karaïtes est-européens commencent à cesser tout travail religieux. Le XIXe siècle va surtout être consacré à la recherche d'une meilleure intégration à la société russe, et au-delà à la « modernité » occidentale. Les derniers centres de réflexions religieux disparaissent au bénéfice des études laïques, et l'assimilation commence à menacer la petite société des karaïmes est-européens.
Certaines innovations semblent cependant apparaître à l'époque, peut-être en relation avec cette volonté d'intégration. Ainsi, un courant européen actuel se réclamant de Anan ben David lui-même n'hésite pas à indiquer « L'enseignement d'Anan était une nouvelle approche [...] de la croyance et de la religion basée sur la tolérance complète et la conviction personnelle de chaque croyant, à condition qu'il croit au Dieu unique, à la vie après la mort et identifie Moïse, Jésus le Christ et Mahomet comme prophètes ». « La religion des Karaïtes reconnaît l'Ancien Testament avec les Dix commandements [...] et voit Jésus-Christ et Mahomet comme de grands prophètes ».
Cette nouvelle approche semble dater du début du XXe siècle, à un moment où la rupture avec les juifs est bien affirmée, et vise sans doute à la renforcer. Un des principaux propagateurs de cette idée, et peut-être son inventeur est Sheraya Szapszal, élu en 1911 responsable des  karaïtes de l'empire russe, puis devenu responsable des karaïtes de Pologne entre les deux guerres. En 1936, il déclare « le Christ est pour nous un grand prophète mais pas le Messie ». La communauté de Pologne qu'il dirige résume en 1938 sa vision : « Les Karaïtes voient le Christ et Mahomet comme prophètes ».
Cette approche ne se retrouve pas chez les fondateurs du karaïsme, comme Anan ben David, pas plus que dans des textes plus récents, puisque le Karaïme Isaac de Troki écrit en 1593 dans son livre l'affermissement de la foi : « nous voyons beaucoup de preuves incontestables à l'appui de notre conviction selon laquelle Jésus n'était nullement le Messie [...]. Nous devons considérer les promesses contenues dans les paroles des prophètes, qui n'ont pas été accomplies à l'époque de Jésus, mais devront être réalisées à l'avenir, à l'heure du vrai Messie ». Concernant Mahomet, l'auteur Karaïme déclare « même vous, chrétiens, convenez que l'islam n'est rien d'autre qu'un faux système introduit par leur prétendu prophète Mahomet ».
Mary Holderness rapporte aussi en 1816 : « les Juifs karaïtes [...] ne reçoivent pas Jésus comme le Messie promis [et considèrent] qu'ils ne sont en aucun cas concernés [...] par sa mort ».
L'acceptation de Jésus et de Mahomet chez les Karaïmes européens est donc relativement récente, et est sans doute connectée à la volonté de se séparer des Juifs apparue au XIXe siècle. Elle est formellement rejetée par les autres karaïtes.

### Réactions rabbiniques et régression
Le judaïsme rabbinique (ou rabbanite) a réagi très négativement au karaïsme, et a rejeté les Karaïtes en dehors de la communauté, en tant qu'hérétiques.
À compter du Xe siècle, l'avancée du karaïsme semble enrayée, et il commence un déclin d'abord lent, puis plus prononcé. À Fayyoum, en Égypte, Saadia Ben Joseph Gaon, rabbin et philosophe (892-942), entame une polémique contre les Karaïtes jouissant d'un tel retentissement qu'il est considéré tant par les rabbanites que les karaïtes comme l'un des plus influents artisans de ce reflux. « Leader autoritaire, polémiste érudit et incisif, Saadia » utilisa autant l'arme de l'exégèse, affirmant « que l'interprétation talmudique n'était nullement contraire aux exigences de la raison » que celle de la polémique, parfois très agressive, faisant des karaïtes des hérétiques marqués par l'islam. Les trois livres écrits par Saadia Ben Joseph Gaon contre les karaïtes (le premier contre Anan ben David lui-même en 915) ont disparu, mais sont connus par les larges citations que l'on retrouve chez des auteurs ultérieurs, preuve du poids de Saadia.
Au XIe siècle, la prise de Jérusalem par les Turcs seldjoukides en 1071 puis par les croisés en 1099 a profondément affaibli le principal centre spirituel karaïte, ce qui a sans doute contribué au déclin. Ainsi, lors de la prise de Jérusalem, les Croisés jettent karaïtes et rabbanites dans une synagogue, et les brûlent vifs.
Au Caire au XIIe siècle, Moïse Maïmonide continue le combat contre les idées karaïtes, rédigeant en particulier son Mishneh Torah. Devenu médecin de cour en 1170, il use de toute son influence politique pour réduire celle des karaïtes. On trouve en effet en Égypte une importante communauté karaïme, d'autant plus influente que le naggid (autorité rabbinique suprême) d'Égypte, un nommé Zoutta, a de bonnes relations avec eux.
La première épître que Maïmonide rédige à propos des karaïtes est empreinte de réserve et d'humanité : le karaïte n'est pas un idolâtre, et tant qu'il n'impose pas ses rites au rabbanite, le rabbanite peut le compter parmi ses hôtes, boire de son vin, et entretenir commerce avec lui. Toutefois, le karaïte ne peut faire partie d'un minyane.
Néanmoins, devant les tensions mutuelles, le ton se durcit très vite. C'est en partie pour lutter contre l'influence karaïte que Maïmonide rédige son Mishneh Torah. Ceux-ci, en retour, n'auront de cesse de porter des accusations sur sa prétendue conversion à l'islam.
La lutte se poursuivra à travers les générations. Son arrière-petit-fils, Avraham Maïmonide II, aurait fait retourner une grande communauté karaïte dans le giron du judaïsme rabbanite en une journée.
Le conflit, étalé sur des siècles, a été marqué par des affrontements très durs, parfois haineux. « Cette secte avait fait courir de si graves danger à l'unité d'Israël, que les rabbins prononcèrent contre elle les plus graves excommunications. Fait sans précédent, ils interdirent la réintégration des karaïtes au sein du judaïsme officiel. [...] Et le souvenir des anathèmes d'antan est resté [...] vivace » jusqu'à nos jours. Cependant, l'interdit sur la réintégration des karaïtes ne fut pas respecté en tout lieu et à toutes les époques, comme l'indique l'exemple d'Avraham Maïmonide II ci-dessus.
Quoique les relations aient souvent été tendues, les documents retrouvés dans la guenizah du Caire (dépôt d'environ 200 000 manuscrits juifs usagés datant de 870 à 1880) attestent de cas de mariages entre karaïtes et rabbanites, preuve que les relations entre communautés juives n'étaient pas toujours aussi conflictuelles que ce que les textes émis par les autorités religieuses peuvent laisser penser.
Il a donc existé de nombreuses communautés karaïtes, en fait dans pratiquement tous les pays où il y avait des Juifs : de l'Espagne à la Perse, de la Lituanie au Maroc. Mais elles ont toutes fini par disparaître, à l'exception essentielle de celles d'Europe orientale, et de celle d'Égypte. La communauté espagnole semble ainsi disparaître au XIIIe siècle, et la dernière communauté maghrébine a disparu du Maroc au XVIIIe siècle.

### Situation en Europe orientale

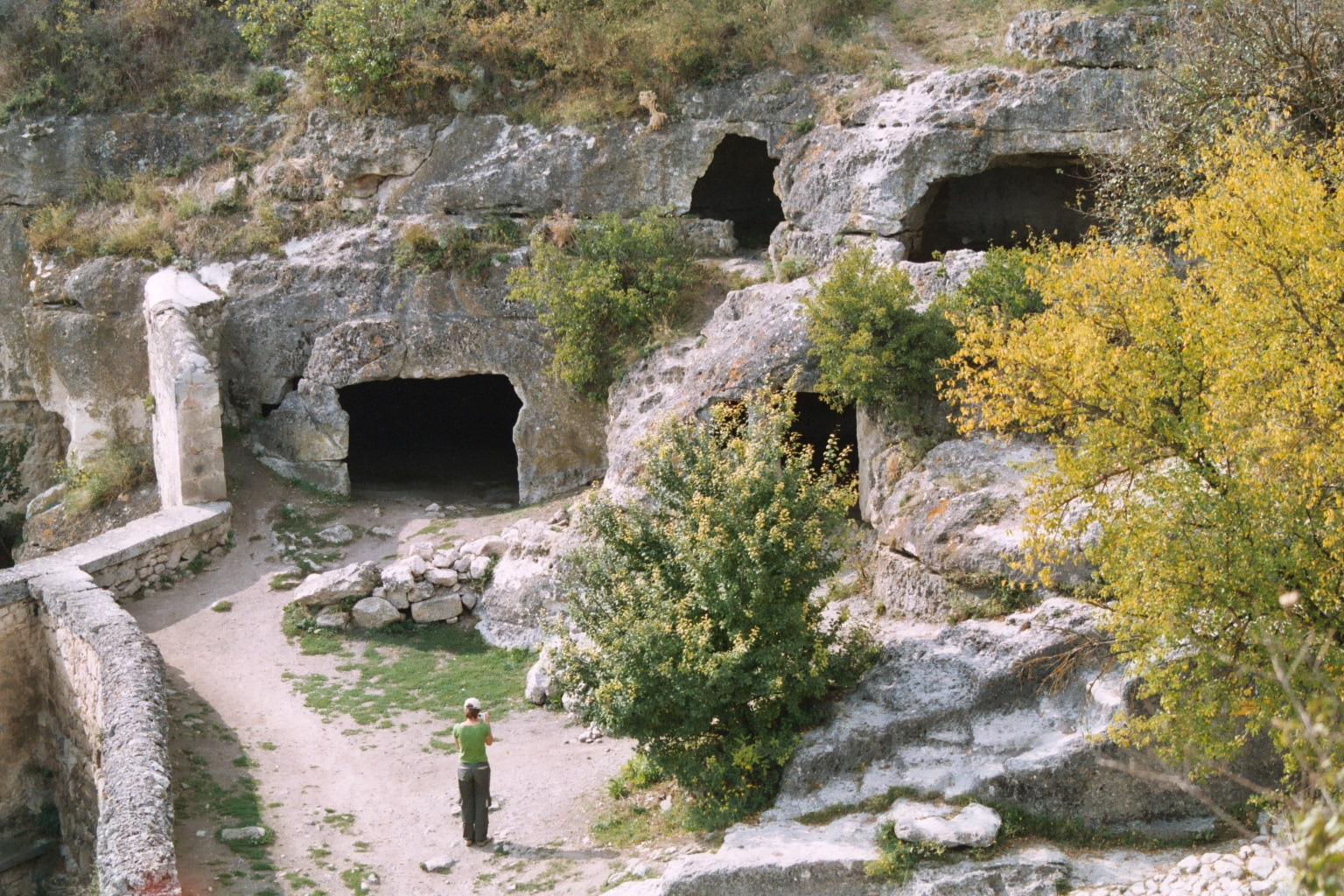
Caves à Cufut-Kalé (« la forteresse des Juifs »), place forte des karaïtes de Crimée.

Les karaïmes se seraient installés dans le sud de l'Ukraine au plus tôt au VIIIe siècle, voire postérieurement (voir ci-dessous « l'hypothèse turque » sur la conversion possible de Turcs Khazars au judaïsme karaïte).
Cette région est restée du début du Moyen Âge à la fin du XVIIIe siècle sous domination de diverses populations turques (avec des épisodes ponctuels de conquêtes extérieurs : Mongols, Lituaniens…).
La Crimée avec sa capitale Cufut-Kalé, (sud de l'Ukraine), apparaît en tout cas à la fin du Moyen Âge comme un centre karaïte important, attirant d'ailleurs des immigrants d'autres communautés karaïtes. Les communautés locales sont bien sûr de langue turque.
Au XIVe siècle, les karaïmes y jouissent d'une organisation politique autonome tout en reconnaissant la souveraineté mongole (Horde d'or) qui s'exerce alors sur l'ancien territoire des Khazars puis sur le Khanat de Crimée.
C'est à la fin du XIVe siècle que se situe le transfert de prisonniers depuis la Crimée vers la Lituanie. Ce transfert fait suite à la victoire sur la Horde d'or de Vytautas le Grand, Grand Duc de Lituanie. Parmi ces prisonniers, se trouvaient une majorité de Tatars, mais aussi un certain nombre de Karaïmes. Ces populations s'établiront en particulier dans et autour de la capitale de Vytautas le Grand : Trakai (ou Troki). Le Grand Duc leur accorde un statut officiel de communauté religieuse reconnue. Les Karaïmes du nord réussiront leur implantation, tout en conservant leur langue d'origine turque, au moins pour un usage religieux. 
« Devant les menaces extérieures répétées de la Horde d'or et des Chevaliers Teutoniques, ajoutées aux risques de trahisons intérieures, Vytautas le Grand se dote d'un dispositif de défense » où sont intégrées des troupes Karaïmes. « En échange les militaires karaïmes reçoivent des terres ce qui leur permet dans certains cas de prétendre à des titres de noblesse. Parallèlement se développe une bourgeoisie karaïme qui se consacre au commerce et au fermage des douanes. Cette communauté jouit d'un statut exceptionnel, proche de celui de la noblesse et qui s'apparente aux privilèges accordés aux villes par la charte de Magdebourg. [...] Ils entretiennent d'excellentes relations avec les communautés karaïmes de Crimée tout en jouissant d'une parfaite intégration locale. »
Ces Karaïmes lituaniens au statut enviable conserveront leurs traditions, y compris vis-à-vis de leurs coreligionnaires rabbanites venus d'Europe centrale. Un de leurs plus grands érudits, Isaac de Troki, qui entend réfuter « les arguments d'auteurs contre la religion juive et [...] montrer la supériorité du judaïsme » rendra public en 1593 son traité contre la théologie chrétienne, « Le renforcement de la foi », qui attirera plus tard l'attention bienveillante de Voltaire.

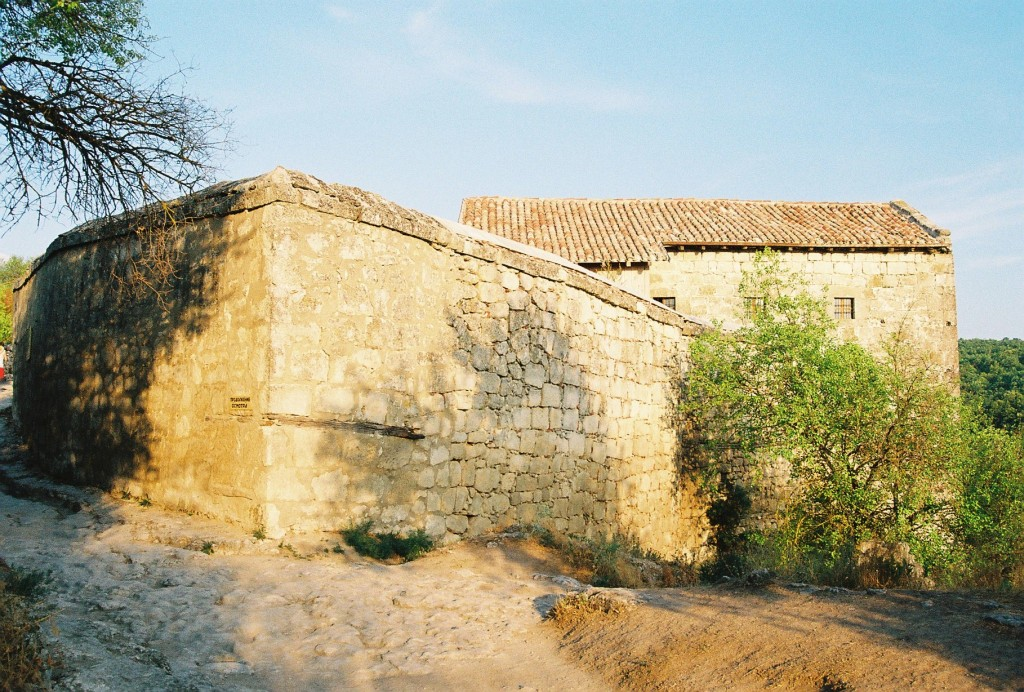
La Kenesa de Cufut-Kalé (« la forteresse des Juifs »), place forte des karaïtes de Crimée.

Après la Réforme protestante, l'intérêt qu'ils suscitent se renforce. « La recherche d'un judaïsme rigoureusement scriptural, qui rejette entièrement la tradition talmudique et rabbinique a servi immédiatement de miroir et d'allié dans la lutte contre le catholicisme. Certains principes fondamentaux du karaïsme, tels que la foi comme seule condition du salut, et l'insistance presque obsédante sur l'étude de l'Écriture combinée avec la demande de liberté dans son interprétation, a exercé un magnétisme sur les cercles d'érudits protestants ». C'est ainsi que le roi Charles XI de Suède dépêche en mission un professeur de l'université d'Uppsala, Gustav Peringer, qui en 1690 se rend à Rīga, en Lituanie. Son Epistola de Karaitis Lithuaniae est une mine de renseignements, sur la langue notamment. Il insiste aussi sur la distinction entre Juifs et Karaïmes de Lituanie, preuve que la divergence entre les communautés est déjà bien amorcée. Selon Peringer, les Karaïmes de Lituanie parlent encore le turc et utilisent cette langue pour leur liturgie : « Ils diffèrent considérablement des rabbanites, qui sont beaucoup plus abondants dans cette région, par leurs coutumes, leur langue, leur religion, et même leurs visages ; leur langue est tartar, ou plutôt turque ». Cependant, Peringer compare des rabbanites lituaniens de langue germanique (Yiddish) et des karaïtes d'origine criméenne et de culture turque. Une comparaison entre les karaïtes et les rabbanites (Krymtchak) de Crimée aurait montré des différences plus réduites, les deux populations partageant une même culture turcophone.
Après cette époque d'épanouissement, les territoires karaïmes sont le siège de guerres, d'invasions, d'épidémies, de famines qui affaiblissent la position des Karaïmes.
En 1783, la Russie conquiert la Crimée sur l'Empire ottoman.
Après le troisième partage de la Pologne en 1795, qui rattache la Lituanie à l'empire russe, la majeure partie de la population karaïme d'Europe orientale (Lituanie, Ukraine, Crimée) se retrouve dans l'Empire russe. Seule exception : de petites communautés, en Galicie, qui sont depuis 1772 dans l'empire d'Autriche, empire qui leur concédera un statut particulier en 1775.

### Synthèse
Après une forte période d'expansion avant l'an mil, les communautés karaïtes ont commencé un lent reflux démographique, surtout à partir du XIIIe siècle.
À la fin du XVIIIe siècle, il restait des petites communautés résiduelles : une en Turquie (à Constantinople), une en Irak (à Hitt), une à Jérusalem (refondée en 1744 par des membres des autres communautés) et une autre à Damas (en Syrie, détruite par les massacres de 1860). Mais subsistaient surtout deux grands ensembles karaïtes :
- la communauté égyptienne du Caire : les Karaïtes
- les communautés de l'empire russe : Les Karaimes

## La rupture en karaïtes et karaïmes
les karaïmes d'Europe orientale ont profondément modifié la définition même du terme karaïte, puisque les Karaïmes européens ont au XIXe siècle choisit de se redéfinir comme un groupe ethno-religieux totalement indépendant du judaïsme, là où de tous temps les karaïtes s'étaient auto-définis comme Juifs. Il y a donc une rupture entre les karaïtes considérés juifs et les karaïmes se redéfinissant comme un groupe ethno-religieux indépendant du judaïsme traditionnel.
Les lois anti-juives de l'empire russe pesaient en effet lourdement lourdement sur les populations juives soumises, et la question s'est inévitablement posée du statut des populations karaïtes nouvellement rattachées (entre 1783 et 1795) à l'empire. La problématique n'était pas théorique : il s'agissait du bien-être de la communauté tout entière dans la Russie profondément anti-juive.
La population karaïte bénéficiait aussi d'un statut social et économique assez favorisé par rapport à celui des populations juives rabbanites : commerçants, négociants, souvent des notables socialement bien intégrés, et ce aussi bien en Lituanie/Pologne qu'en Crimée, les deux grands centres de population Karaïme de l'époque.
Dès le départ, la domination russe s'annonça sous de bons auspices : en 1795, une délégation de trois responsables karaïmes auprès de Catherine II de Russie (la grande Catherine), obtint une reconnaissance particulière dont ne bénéficiaient pas les Juifs. Les Karaïmes de Crimée furent en effet exonérés de la double taxe qui pesait sur les Juifs, exonération ensuite étendue aux autres Karaïmes de l'Empire.
Les Karaïmes furent ensuite exemptés de conscription militaire en 1827, puis reconnus comme une communauté jouissant de l'autonomie religieuse en 1837 et obtinrent les mêmes droits que les citoyens russes en 1863.
Cette construction d'un statut largement supérieur à celui des Juifs s'est faite sur trois générations, et a engendré un travail intense des Karaïmes pour justifier leur non-judaïté.

### La problématique
Les Karaïtes de l'empire russe vivaient à l'origine sur la rive nord de la mer noire (sud de l'Ukraine), zone dominée par des populations turcophones depuis le début du Moyen Âge, et restées sous le contrôle politique de l'empire ottoman jusqu’à la fin du XVIIIe siècle.
Il n'est donc pas surprenant que les Karaïtes locaux aient été profondément marqués par la culture turque. Philip Miller note d'ailleurs que les juifs rabbanites de Crimée parlaient également des dialectes Tatars au même titre que les Karaïmes, ayant vécu dans le même contexte culturel que ces derniers. 
Dès lors, les Karaïmes étaient-il des Juifs karaïtes sous influence culturelle turque, ou des Turcs convertis au karaïsme ? Et le karaïsme était-il une forme de judaïsme, ou une religion s'étant séparée du judaïsme ?

### Les Khazars
Les partisans de la thèse de l'origine turque du karaïsme ont en particulier fait référence à la conversion probable au judaïsme d'une partie au moins d'une des populations turques de la région, les Khazars, au VIIIe siècle, conversion attestée par certains textes.
L'histoire de cette conversion est surtout connue grâce à l'Espagnol Juda Halevi qui écrivit au XIIe siècle son Kuzari, en réponse à un « hétérodoxe » (hawarik al-din, c'est-à-dire probablement un karaïte). Construit sur le modèle d'Al-Ghazali, le Kuzari rapporte un dialogue imaginaire entre le haver, un docteur de la loi juive qu'on identifie à Isaac Sangari, et le Kuzari, le roi des Khazars. Cependant le texte, écrit quatre siècles après les événements rapportés, n'est pas d'une grande précision historique, ainsi que le signale l'auteur dans son introduction. Une autre version de la conversion des Khazars se trouve dans la correspondance entre Hasdaï ibn Shaprut et Joseph ben Aaron, le roi des Khazars, qui cite nommément son ancêtre Bulan. Enfin, selon le document de Cambridge, découvert par Solomon Schechter dans la Guéniza du Caire, et auquel certains savants accordent une créance relative, les Juifs d'Iran et d'Arménie, fuyant les persécutions, se sont mêlés aux tribus khazares nomades, jusqu'à ce qu'un chef militaire khazare, nommé Sabriel, possédant lui-même une certaine ascendance juive, se convertisse au judaïsme à l'instigation de sa femme Serakh. Malgré le caractère légendaire de ces documents, les conversions semblent probables, et sont également attestées par des traces archéologiques. 
Les conversions se firent-elles au judaïsme talmudique, ou au judaïsme karaïte ? Quelle proportion de la population touchèrent-elles ? Ces questions restent aujourd'hui débattues, mais on considère souvent que seule l'élite khazar, c'est-à-dire une minorité, se convertit.
Compte tenu du manque de documentation sur les populations en cause, rien ne permet de dire si les Juifs rabbiniques ou les karaïtes locaux descendent totalement, partiellement ou pas du tout de cette population de Khazars convertis. 
On peut seulement noter que certains noms de famille karaïtes semblent d'origine perse, et non turque. 
La thèse turque n'a pas seulement été soutenue par les Karaïtes. D'autres l'ont étendue aux rabbanites est-européens, ou à certains d'entre eux. Ainsi, les Krymtchak, les Juifs rabbanites turcophones de Crimée, furent l'objet de débats lors de l'invasion nazie, ceux-ci étant enclins à croire qu'il s'agissait d'autochtones, voire de Khazars convertis, plutôt que d'individus « de race juive ». Arthur Koestler ira encore plus loin, dans son livre La 13e tribu (éditions Calmann-Levy, 1976), selon laquelle ce sont tous les Juifs d'Europe orientale qui sont d'origine khazar. Cette thèse est très minoritaire chez les historiens.

### Les Karaïmes comme Juifs
Avant le XIXe siècle, la définition que les karaïmes donnent d'eux-mêmes est encore juive, comme le montre l'œuvre de Isaac de Troki à la fin du XVIe siècle. Celui-ci y critique les « Chrétiens qui tendent à jeter le doute sur les vérités de la foi juive », et demande à Dieu la « Divine protection sur moi et tout Israël » (Israël signifie ici « peuple d'Israël »).
En 1993, Philip Miller note d'ailleurs « Beaucoup de Karaïtes [...] ont défendu la vue selon laquelle ils descendaient de Juifs qui s'installèrent en Crimée après la destruction du Premier Temple [en -586] [...] coupés des principaux centres d'enseignements rabbiniques », bien avant le développement de ceux-ci (le Talmud fut rédigé entre le IIe siècle et le Ve siècle de l'ère chrétienne). Les Karaïtes de Crimée se sont donc longtemps considérés comme Juifs, et tiraient arguments de la supposée ancienneté de leur installation aux temps pré-talmudiques pour affirmer qu'ils avaient de tout temps été Karaïtes, adeptes d'un judaïsme plus fidèle aux formes anciennes, et par la même plus légitime. Cependant « il n'est pas accepté aujourd'hui de définir toutes les variétés de judaïsme non-talmudique ou pré-talmudique comme du Karaïsme. [... On] applique le terme à un mouvement très spécifique ».
Après 1744 et la recréation d'une communauté karaïte à Jérusalem par « Samuel ben Abraham ha-Levi de Damas, la communauté fut ensuite composée de karaïtes de Syrie, d'Égypte, de Turquie et de Russie qui [...] se marièrent entre eux. [...] À aucun moment il n'apparut que la communauté [qui comportait des européens] ne se considérait elle-même autrement que comme juive ».
En 1834, le maréchal d'Empire Marmont visite Eupatoria (Gozlow), en Crimée, et y estime la population à 12 000 personnes, « entièrement composés de Juifs karaïtes et de Tatars ». En 1839, toujours concernant les karaïmes de Crimée, « les missionnaires écossais Bonar et McCheyne [...] ajoutent qu'ils “sont les plus respectables de tous les juifs” ». Ces deux citations de l'époque semblent bien confirmer que malgré la redéfinition « turque » défendue depuis quelque temps, la vision des Karaïmes comme Juifs reste encore bien ancrée dans les années 1830.
Ce travail en faveur du caractère non-juif des Karaïmes, par le biais de l'hypothèse d'une origine turque, fut donc complexe, et sujet à opposition.

### Les débuts de la séparation

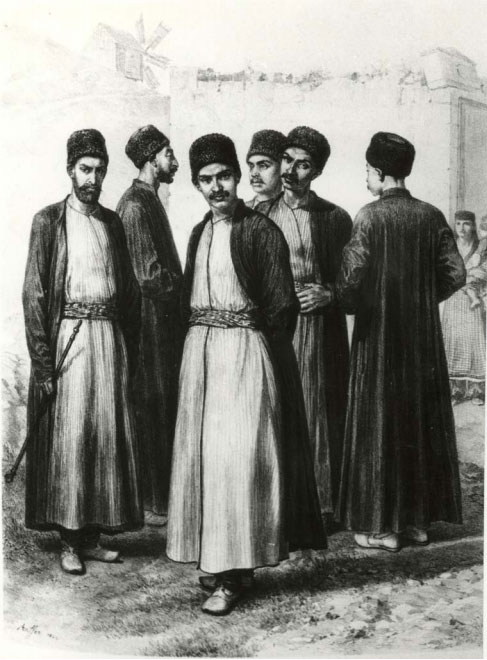
Karaïmes de Crimée au XIXe siècle.

Dans un premier temps, sans remettre en cause leur origine juive, les Karaïtes qui venaient d'entrer dans l'Empire russe insistèrent surtout sur leur non-implication dans la crucifixion de Jésus, un des motifs officiels des politiques anti-juives de l'Empire, et expriment une autre hypothèse sur leurs origines : « dans leurs comptes-rendus écrits, les voyageurs européens en Crimée aux XVIIIe et XIXe siècles rapportent que les Karaïtes se considéraient eux-mêmes comme les descendants des Sadducéens [les prêtres juifs du Second Temple de Jérusalem] et donc non coupables de la crucifixion de Jésus » attribuée aux pharisiens, c'est-à-dire aux Juifs rabbanites. Mary Holderness rapporte en 1816 « les Juifs karaïtes, bien qu'ils ne reçoivent pas Jésus comme le Messie promis [considèrent] qu'ils ne sont en aucun cas concernés [...] par sa mort ». « De façon intéressante, affirmer l'innocence dans la crucifixion de Jésus en proclamant descendre des sadducéens était un stratagème bien connu des Karaïtes lituaniens et volhyniens [Ukraine actuelle], qui l'avaient fréquemment utilisé quand ils étaient les sujets des rois polonais. [...] La charge de déicide n'était pas pertinente [...] sous les autorités islamiques [qui dirigèrent la Crimée jusqu'en 1783], [et] que les Karaïtes de Crimée prirent conscience [de l'argument] et l'utilisèrent à leur avantage si rapidement après leur absorption par l'Empire russe indique leur degré de sophistication dans leurs négociations avec leurs nouveaux maîtres chrétiens orthodoxes ». Pour confirmer l'origine assez récente de la thèse sadducéenne, on peut noter qu'un siècle plus tôt, le Hakham Mordekhaï ben Nissan (XVIIe siècle - XVIIIe siècle) soutenait qu'une congrégation karaïte séparée (donc distincte des Sadducéens) et ne se distinguant pas extérieurement des autres congrégations, existait déjà à l'époque du Second Temple de Jérusalem, au temps de Shimon ben Sheta'h. Au XIIe siècle, l'auteur karaïte Yehouda ben Eliya Hadassi « s'indigne de ceux qui identifient les karaïtes avec les Sadducéens ».
La tentative d'échapper au sort des autres Juifs obtint assez rapidement un premier succès. En 1794, les Karaïtes et les Juifs furent ensemble soumis à un impôt local doublé par rapport à celui des chrétiens. Après une délégation de trois de leurs dirigeants, la Grande Catherine adressa le 8 juin 1795 une lettre à Platon Zubov, gouverneur de la Crimée, exemptant « les Juifs de Crimée appelés karaïtes » de la double taxe. Cette exemption ne concernait pas ceux d'Ukraine ou de Lituanie. Le Hazzan (chef religieux) Isaac ben Salomon, membre de la délégation, indique dans un bref compte-rendu que la délégation a également obtenu une exemption de l'obligation de loger les soldats, une obligation lourde et coûteuse. « Bien que les Karaïtes eussent toujours été considérés comme des Juifs, ils avaient reçu pour la première fois une reconnaissance gouvernementale officielle d'une identité et d'un statut distincts de celui des rabbanites [...]. Il est admis que les exemptions [...] ont été étendues aux Karaïtes de Volhynie et de Lituanie, bien qu'un édit spécifique n'ait pas été publié ».
Une seconde crise survint en 1827, avec un résultat similaire. En effet, cette année-là, les autorités tsaristes décidèrent de soumettre les Juifs (Karaïmes inclus) à un long service militaire (25 ans). « Intentionnellement séparés des autres Juifs, les conscrits étaient mélangés avec des troupes d'autres origines ethniques, exposés aux intenses activités missionnaires de l'église orthodoxe [...] et dispersés à travers l'empire ».
Une délégation de trois membres fut alors envoyée auprès du gouvernement impérial par les Karaïmes de Crimée (représentants de facto tous les Karaïmes de l'empire). Son dirigeant était Sima Babovitch, à cette date un marchand assez prospère.
La délégation se rendit à Saint-Pétersbourg et obtint un statut spécifique pour les Karaïmes, exonérés de cette obligation. Après cette date, Babovich devint célèbre parmi les siens, et vit son influence grandir. 
Le rapport laissé par Joseph Solomon Lutsky, un des trois membres de la délégation de 1827, montre qu'à cette date le basculement vers une identité « non-juive » n'a pas encore eu lieu. L'auteur s'y adresse « aux membres de notre nation Karaïte, qui étaient inclus parmi les Hébreux », et intitule son rapport (écrit en alphabet hébraïque) épître sur la délivrance d'Israël. La présentation des arguments défendus par Sima Babovich, le principal négociateur, ne parle pas encore de la thèse turque. Babovitch aurait seulement déclaré (selon Lutsky) « les Karaïtes ont été considérés comme distincts des rabbanites depuis les jours de la grande tsarine Catherina ». Cette partie du rapport parle bien des Karaïtes et des rabbanites, et non des Karaïtes et des Juifs, ce qui confirme, après les références du début au caractère « hébreu » des Karaïtes, membres « d'Israël » (c'est-à-dire du peuple d'Israël), que les Karaïtes et les rabbanites sont toujours vus comme des sous-ensembles « d'Israël ». On note cependant que l'auto-désignation faite par Lutsky dans son rapport sur sa délégation de 1827 décrit les karaïtes comme « Karaïtes », « Hébreux », « Israël » ou « nation karaïte », et jamais directement comme « Juifs », ce qui confirme déjà une nette volonté de différenciation, même si celle-ci n'est pas aussi totale qu'elle le deviendra.

### La séparation

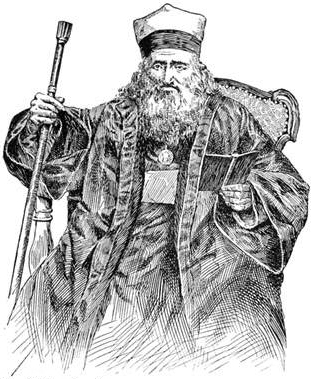
Abraham ben Samuel Firkovich (1786-1874)

La crise de 1827, faisant suite à celle de 1794, a montré que se présenter comme des Juifs « innocents » de la mort de Jésus (hypothèse Saducéenne) restait manifestement risqué dans les relations avec des autorités impériales profondément anti-juives. Certains au sein de la communauté karaïme ont donc commencé à prôner une nouvelle interprétation : les Karaïtes de Russie n'étaient pas Juifs, mais turcs. Leur religion n'était pas une forme particulière de judaïsme, mais une religion spécifique, issue du judaïsme (comme le christianisme, par exemple).
Les deux principaux propagandistes de la théorie turque, infatigables défenseurs de leur peuple, essayant à tout prix de le faire échapper au sort des Juifs, furent Abraham Firkovich et Sima Babovich, l'ancien responsable de la délégation de 1827. Babovich, devenu responsable des Juifs de Crimée, n'eut de cesse, avec d'autres Karaïmes, surtout Criméens, de redéfinir l'identité des Karaïtes est-européens, non plus comme Juifs, mais comme Turcs de confession karaïme. Lui et Avraham Firkovich organisèrent des recherches historiques pour défendre leur thèse (surtout Firkovich, qui apparaît comme l'historien du mouvement), et furent des interlocuteurs des autorités tsaristes, parvenant à convaincre progressivement celles-ci du caractère non-juif des Karaïtes. L'obtention du statut de communauté religieuse autonome des Juifs en 1837 leur est directement imputable, et l'égalité civique avec les citoyens russes de 1863 est une conséquence plus lointaine de leurs actions.
La principale thèse des deux hommes était un mélange entre une thèse religieuse proche de la thèse sadducéenne, et la thèse ethnique turque : « les ancêtres des Karaïtes étaient venus en Crimée au septième siècle avant l'ère chrétienne et ne pouvaient donc pas avoir été impliqués dans la crucifixion de Jésus ». Leurs descendants avaient convertis les kazars turcophones. Les karaïtes étaient donc des turcs convertis par une variante ancienne du judaïsme, très éloignée du judaïsme rabbinique. Cette position sera particulièrement formalisée « quand en 1839 le gouverneur général de la Crimée, Voronzow adressa six questions de base sur les origines des Karaïtes à Babovich [...] [et que] Firkovich [sera] chargé d'y répondre ». C'est vers cette époque que les documents officiels gouvernementaux cessent de parler des « Juifs de Crimée appelés Karaïtes » et se mettent à utiliser le terme révélateur de « Karaïtes russes de la foi du vieux testament ». Les Karaïmes n'étaient plus des Juifs privilégiés, situation toujours réversibles dans un empire très anti-juif, ils devenaient officiellement non-juifs.
Les travaux de Firkovich s'avérèrent après sa mort entachés d'erreurs, voire de faux grossiers, mais il a également fourni un travail reconnu dans le recueil d'une importante collection de documents karaïtes, dont le célèbre codex de Léningrad. Autre point contesté chez Firkovitch, son anti-judaïsme. Dans ses souhaits de convaincre les autorités russes de différencier Juifs et Karaïmes, il n'hésita pas à leur envoyer un courrier en 1825 où il conseillait d'évacuer (ou de déporter) les Juifs hors des zones frontières de l'ouest, pour éviter la contrebande.
Au-delà de ces critiques justifiées, Abraham Firkovich et Simhah Babovich furent considérés comme les sauveurs de leur peuple, et ont joui d'un grand prestige au sein de leur communauté. Si certains ont continué à se considérer comme juifs, ils ont préféré le faire discrètement, pour éviter la discrimination et les pogroms tsaristes.
Si ces deux auteurs restent les plus connus de ce qui est parfois appelé le « Mouvement national karaïte », on peut aussi citer « Benjamin ben Samuel Aga, [...] Joseph Solomon Luzki [...], Samuel ben Moshe Pampolov. [...] Isaac ben Solomon, Abraham Luzki, Mordecai Kukizow et Mordecai Sultansky ».
Dans le judaïsme, les notions de Peuple juif et de religion juive sont traditionnellement très confondues (encore que pas totalement : selon la halakha, un Juif converti à une autre religion reste membre du Peuple). Dans la nouvelle démarche qui s'impose au XIXe siècle en Europe orientale, les notions de religion et de peuple se retrouvent totalement séparées. Les Karaïmes est-européens considèrent ainsi appartenir à la même communauté religieuse que les karaïtes des pays arabes (qui se considèrent pourtant comme Juifs), mais ils considèrent aussi qu'ils appartiennent à un peuple différent, d'origine turque, autant différent des Juifs en général que des autres communautés juives karaïtes en particulier.
En 1917, des représentants Karaïmes adoptent une déclaration qui fait la synthèse de cette nouvelle démarche : « [les Karaites sont] le peuple autochtone de la Crimée, uni par la communauté d'ascendance, de langue et de traditions, qui se considèrent eux-mêmes comme ethniquement spécifiques, liés à d'autres peuples turcs, ayant une culture originale et une religion indépendante. Ils se sentent attachés à la Crimée en tant que leur patrie historique ». 
Un auteur karaïme moderne écrit ainsi en 1980 des karaïtes qu'ils « ont rejeté [...] l'idée de se présenter comme un seul peuple élu, [...] [et] le sentiment d'appartenance à une même communauté ethnique ». L'auteur ne cache d'ailleurs pas sa critique des karaïtes se définissant comme juifs, accusés d'être « peu confiants en leur force », ni son hostilité au sionisme dont les « dirigeants [...] cherchent vainement à étouffer depuis plus de deux mille ans » les idées karaïtes. Le terme sionisme couvrant deux mille ans désigne ici manifestement les communautés juives en général. Les juifs rabbanites, toujours désignés par le seul terme de « Juifs », sont aussi régulièrement accusés par l'auteur, par exemple d'avoir « ruinés matériellement » les karaïtes de Pologne et de Lituanie.
Au-delà de la volonté de rupture ethnique, les Karaïmes ont eu la volonté de maintenir l'idée de communauté religieuse karaïte. Les Karaïmes de Crimée vont ainsi établir des liens religieux avec les karaïtes égyptiens, et ceux-ci prendront souvent des dirigeants religieux d'origine européenne.

### Les raisons du succès politique de la thèse turque
On peut noter que la question de l'origine biologique peut se poser pour n'importe quelle communauté juive vivant depuis longtemps dans un pays, et profondément marquée par la culture de celui-ci. Sont-ils des indigènes convertis, des allogènes semi-assimilés, ou un mélange des deux ? Les juifs d'Éthiopie ou des Indes ont ainsi une apparence physique similaire aux populations dans lesquelles ils vivent. Leur origine ethnique est donc largement locale. Ils se considèrent cependant comme juifs.
Il n'y avait de prime abord pas de raison historique particulière pour que ces questions d'origine soient plus posées à propos des Karaïtes est-européens, d'autant que les juifs rabbanites de Crimée (les Krymtchaks) parlaient également des dialectes Tatars au même titre que les Karaïmes, ayant vécu dans le même contexte culturel que ces derniers. Deux raisons semblent pourtant avoir entraîne le succès de « l'hypothèse turque » auprès des Karaïmes :
1. Le statut juridique des Juifs dans l'empire russe
Le statut de Juif y était juridiquement et concrètement très défavorable. La question de savoir si les Karaïtes étaient juifs ou pas avait donc des conséquences très pratiques et potentiellement très pénalisantes.
2. L'attitude des rabbins juifs orthodoxes
Les Juifs orthodoxes ne considéraient pas les Karaïtes comme de vrais Juifs. Ce n'était au mieux que des hérétiques. Dès lors, pour les Karaïtes, affirmer de façon dangereuse son judaïsme (du fait de l'attitude discriminatoire de l'empire russe) pour être de toute façon repoussé par les autres Juifs semblait sans doute absurde.
Il faudra attendre la laïcisation d'une partie du judaïsme russe à la fin du XIXe siècle pour que des attitudes plus favorables aux Karaïtes apparaissent.

Deux autres raisons peuvent expliquer le succès de cette même thèse auprès des autorités impériales, justifiant l'attribution progressive de l'égalité des droits :
1. Le statut social des karaïmes
Le statut social des karaïmes était en général plus favorable, et ils étaient socialement mieux intégrés que les Juifs rabbanites[49]. Il est possible que cela favorisa une meilleure acceptation par le pouvoir russe après sa prise de contrôle des zones de résidence Karaïmes à la fin du XVIIIe siècle.
2. La démographie
Les populations juives entrées au sein de l'Empire à la fin du XVIIIe siècle sont estimées à environ 500 000 personnes. Les Karaïmes ne représentait qu'une faible proportion de cette population, quelques milliers au plus[67]. L'intégration d'une population non-chrétienne relativement aisée et réduite peut avoir été considérée comme plus simple par les autorités russes.

### Synthèse
Vers 1690, Gustav Peringer notait déjà une nette tendance des Karaïtes à se différencier des Juifs rabbanites. En 1794, les représentants karaïtes avaient obtenu  l'amorce d'un statut à part dans l'empire russe (tout en restant Juifs du point de vue des autorités et semblent-il du leur).
Dans la première moitié du XIXe siècle, certains membres de la communauté ont structuré sur ces bases une nouvelle définition de leur identité. Ils ont officiellement choisi de se définir très majoritairement comme des Turcs pratiquant une religion venue du judaïsme, voire n'étant plus le judaïsme. Certains Karaïtes européens ont cependant continué à se considérer comme juifs, ou au moins à hésiter entre une identité turque et une identité juive, comme le montrera l'émigration de certains vers Israël à la fin des années 1940.
Compte tenu des rapports assez mauvais entre les Karaïtes et les Juifs orthodoxes, l'empire russe a progressivement accepté l'hypothèse turque, et a exonéré les Karaïtes des contraintes pesant sur les Juifs.
Au milieu du XIXe siècle, les deux grands ensembles karaïtes (Europe et monde musulman) ne sont plus seulement séparés par l'espace, ils le sont aussi de fait par la définition qu'ils donnent d'eux-mêmes :
- Les Karaïtes du monde arabe (surtout égyptiens) continuent à se définir comme juifs et reconnus en tant que tels.
- Les  Karaïmes, se définissent maintenant majoritairement comme des Turcs adhérant à une religion spécifique, séparée. Cependant, « même après que les Karaïtes russes ont achevé leur autonomie spirituelle et nationale, ils continuèrent à envoyer des fonds pour aider leurs frère impécunieux de Palestine », une communauté composite de Russes et d'orientaux, qui se considéraient comme Juifs[54]. Il s'agit là d'un signe de solidarité religieuse, pas ethnique, mais qui prouve l'absence de rupture totale dans les relations avec des communautés se voyant comme juives.

## L'époque moderne
À compter de la fin du XIXe siècle, seules subsistent réellement les communautés karaïtes de l'empire russe et du Caire, en Égypte. On peut y rajouter une petite communauté turque, culturellement assez proche en fait des communautés russes, et un tout petit groupe en Irak.
De façon générale, les karaïtes non européens conservent des principes voisins sinon identiques à ceux du judaïsme rabbinique, avec des interprétations spécifiques dues au refus du Talmud, tandis que certains courants européens, pour des raisons partiellement tributaires de circonstances historiques, sortent clairement du cadre du judaïsme traditionnel au bénéfice d'une redéfinition non-juive des karaïsmes est-européens à compter du XIXe siècle.

### Europe orientale

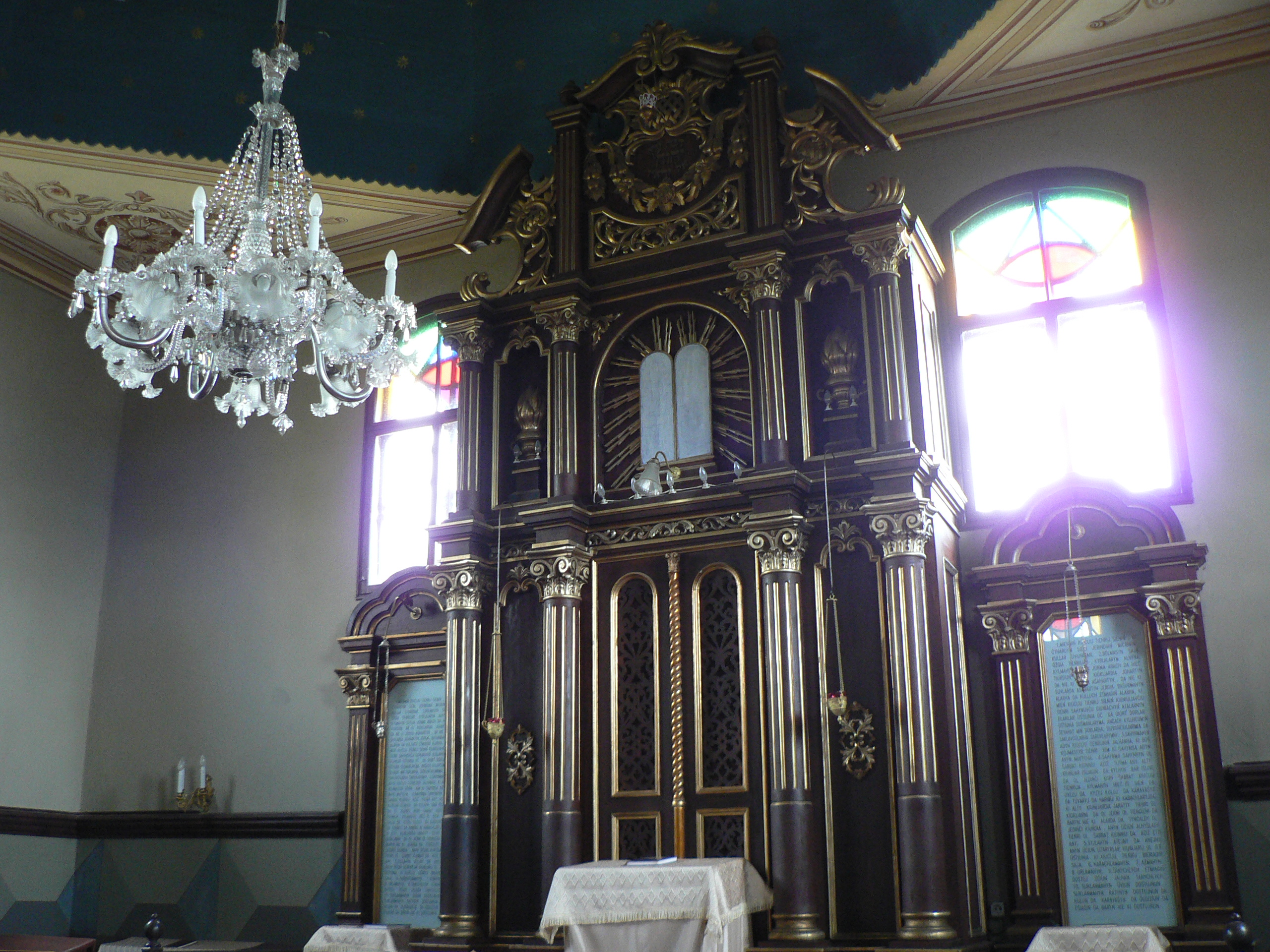
Intérieur de la Kenesa de Trakai, en Lituanie.

#### Avant le régime soviétique
« Selon le recensement de 1897, l'ensemble de la population karaïte de l'Empire russe s'élevait à 12 894 âmes ». Bien intégrées, avec une situation sociale favorisées, les populations karaïtes avaient une natalité relativement basse.
À la veille de la Première Guerre mondiale, la population Karaïme de l'Empire russe (de la Crimée à la Lituanie) était modeste, mais majoritairement (57 %) en Crimée : « en 1914, leur nombre était de 8 000 personnes, alors que leur population totale dans l'empire russe était de 14 000 ».
En 1910, afin de renforcer encore leur différenciation d'avec les Juifs dans un contexte ou les pogroms sont devenus réguliers, « le congrès des Hakhamim et des Hazzanim décida de ne plus autoriser les mariages entre Rabbanites et Karaïtes, ou l'acceptation des Rabbanites souhaitant devenir Karaïtes ».

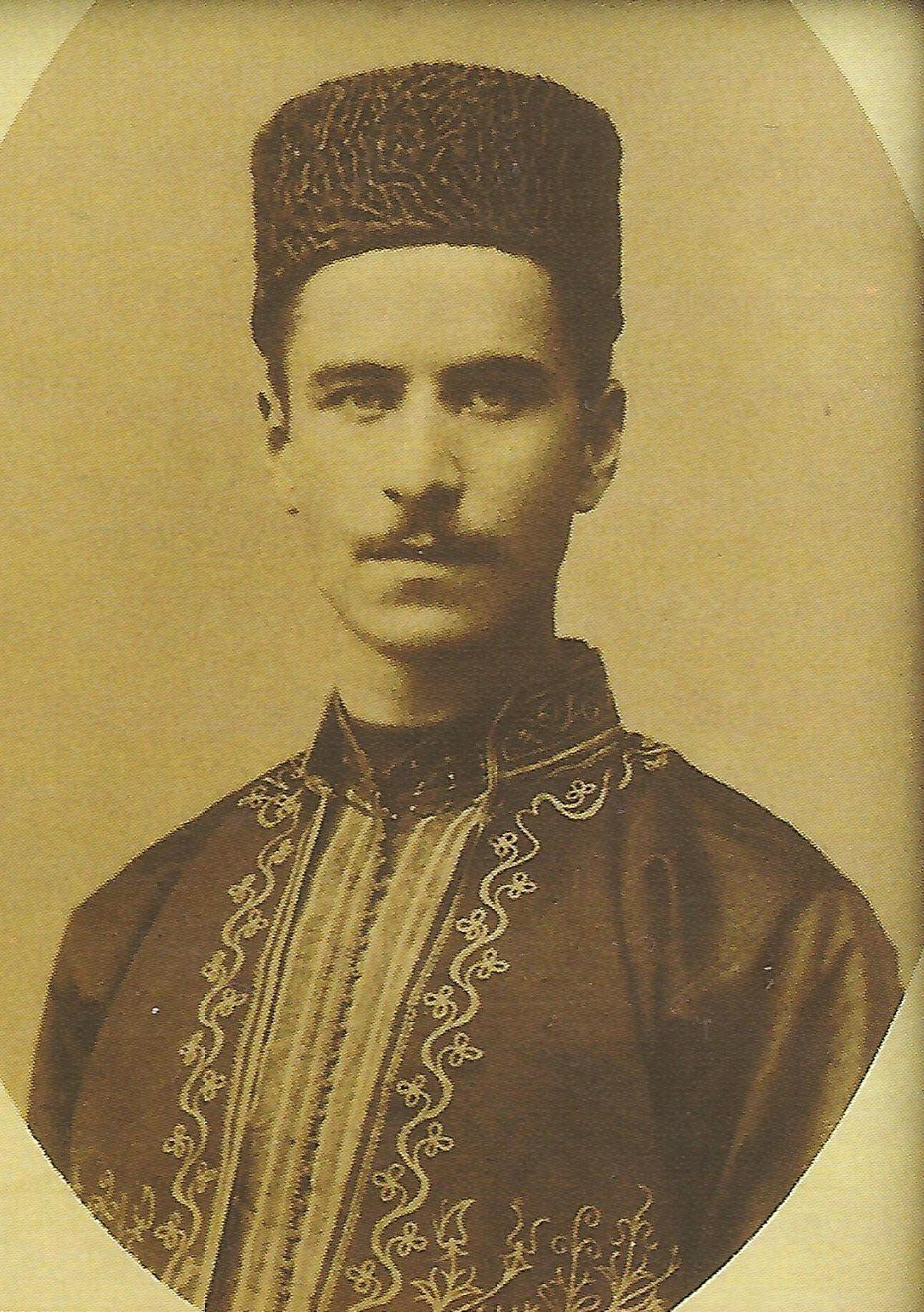
Sheraya Szapszal (1873-1961), dirigeant karaïme et nationaliste pan-turc.

En 1911, Sheraya Szapszal est élu le Hakham en chef des communautés Karaïtes de Crimée (le groupe le plus important de l'empire). Cette élection est révélatrice de l'évolution des karaïmes à double titre. D'une part, Szapszal n'avait pas de formation religieuse spécifique. On note ici la laïcisation progressive des karaïtes de l'empire russe, population en voie de modernisation et de laïcisation rapide, ou les études séculières étaient devenues plus prestigieuses que les études religieuses. D'autre part, Szapszal exprimait une vision accentuant encore la rupture avec le judaïsme. Il défendait en particulier l'idée que Jésus-Christ et Mahomet devaient être reconnus par les Karaïmes comme de grands prophètes. En 1936, devenu responsable des Karaïtes de Pologne et de Lituanie, il déclare « le Christ est pour nous un grand prophète mais pas le Messie ». La communauté de Pologne qu'il dirige résume en 1938 sa vision : « Les Karaïtes voient le Christ et Mohamed comme prophètes ». À ce stade, ce n'est plus seulement une rupture ethnique avec les juifs (mais aussi avec les karaïtes juifs d'Orient) qui est recherchée, c'est une rupture avec les principes même du judaïsme, ainsi que du scripturalisme karaïte (la stricte interprétation de la Bible hébraïque). Cette rupture radicale aurait d'ailleurs soulevé certaines oppositions à l'époque dans les milieux Karaïmes.
Outre les éventuelles convictions religieuses de Szapszal, cette évolution semble avoir eu trois avantages : 
- accentuer la divergence avec les Juifs, dans un Empire russe ou les pogroms devenaient très nombreux ;
- rendre la religion karaïme plus acceptable aux yeux des chrétiens orthodoxes en acceptant partiellement Jésus ;
- rendre la religion Karaïmes plus acceptables aux yeux des Turcs, très majoritairement musulmans, en acceptant partiellement Mahomet. Sheraya Szapszal était en effet un sympathisant des mouvements nationalistes turcs à l'époque en pleine ébullition (mouvement des Jeunes-Turcs).

En 1917, les communautés Karaïmes de Crimée proclament, rejetant toute assimilation aux Juifs : « [Les Karaïtes sont] le peuple autochtone de la Crimée, uni par la communauté d'ascendance, de langue et de traditions, qui se considèrent eux-mêmes comme ethniquement spécifiques, liées à d'autres peuples turcs, ayant une culture originale et une religion indépendante. Ils se sentent attachés à la Crimée en tant que leur patrie historique ».
La Première Guerre mondiale (qui aurait fait 700 morts dans les rangs des soldats karaïmes), puis la guerre civile ukrainienne (1918-1920), particulièrement violente en Crimée, et enfin l'émigration d'une partie de l'élite vers l'occident a éprouvé la petite population karaïte.

#### Entre les deux guerres

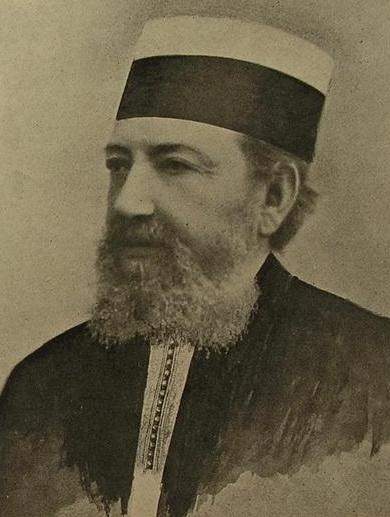
Romuald Kobecki, un Hakham karaïm, en 1935.

Après la révolution bolchévique, les frontières ont beaucoup bougé, et les communautés karaïmes, alors presque toute en Russie (à part la petite communauté galicienne (Halitch) de l'Empire austro-hongrois), se retrouvent coupées en deux groupes.
Les Karaïmes de Crimée et de l'Ukraine soviétique, environ les deux tiers de l'ancienne communauté russe, se retrouvent placés au sein de l'URSS. Conformément à la politique générale du régime en matière de religion, la culture religieuse a également été sévèrement touchée par la politique anti-religieuse du gouvernement soviétique, les kenessa et les institutions communautaires (écoles, séminaires religieux) étant rapidement fermées. L'Holodomor, la grande famine Ukrainienne de 1932-1933 (4 à 10 millions de morts selon les estimations), a sans doute contribué  à frapper la population karaïte à la veille de la Seconde Guerre mondiale.  Cette période marque le début du déclin démographique des populations karaïmes, qui sera encore amplifiée par la Seconde Guerre mondiale et par l'assimilation à la culture soviétique de l'après-guerre.
Les autres Karaïmes (environ un tiers) se retrouvent inclus dans les frontières de la Pologne (de Halitch au sud à Vilnius au nord), et plus marginalement dans la petite Lituanie indépendante. Dans ces pays, les libertés de culte subsistent.
Les quelques centaines de réfugiés soviétiques émigrés à l'Ouest s'installent pour beaucoup en France, où ils créeront une petite communauté surtout parisienne d'environ 300 membres, rapidement menacée d'assimilation. Ils se regroupent au sein d'une association "L'Association des Karaïmes à Paris". Durant la seconde guerre mondiale les membres de cette association devront être porteur d'une carte de membre leur permettant de faire reconnaître leur statut de Karaïme et d'échapper aux déportations .

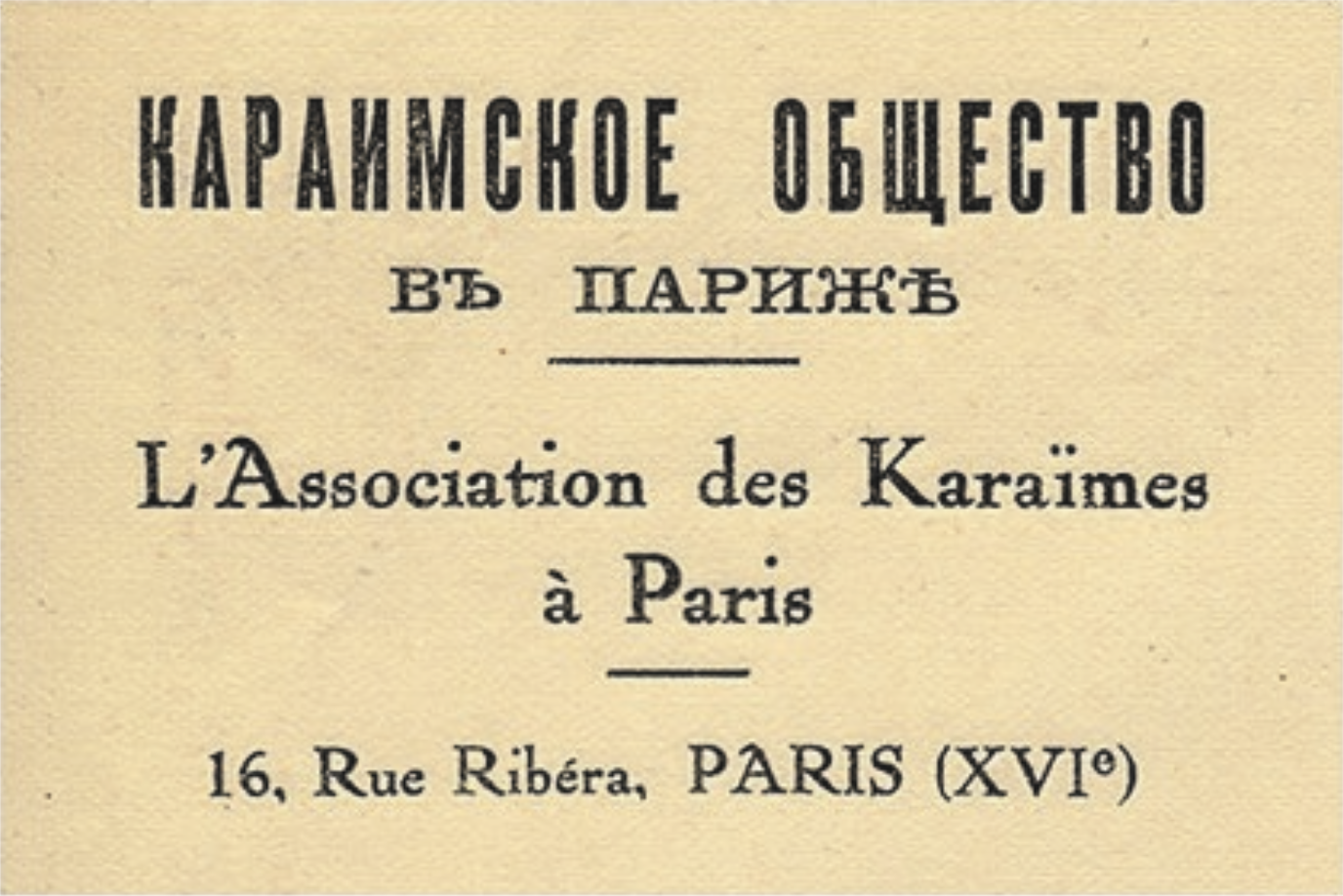
Carte de visite de l'Association des Karaimes à Paris.

#### La Seconde Guerre mondiale
Le refus de se considérer comme juifs a permis aux Karaïtes de Russie d'échapper partiellement au génocide des Juifs, les Nazis ayant décidé dès avant la guerre de ne pas les considérer comme juifs mais comme turcs, parfois avec quelques doutes (la question de la judaïté des Karaïtes a été posée dans l'Allemagne nazie d'avant-guerre car quelques familles y vivaient).
Cependant, les communautés d'Europe orientale furent souvent touchées par les massacres nazis, ceux-ci ayant parfois du mal à les distinguer des Juifs rabbanites, ou ne s'en donnant pas la peine. Des civils de toutes origines étaient de toute façon régulièrement tués par les forces d'occupation ou du fait des combats.
En Ukraine et en Crimée, les communautés karaïtes auraient perdu d'après certains 70 % de leurs membres du fait de la guerre (soit dans les combats, soit du fait des Nazis eux-mêmes). Ces statistiques sont bien sûr à prendre avec précaution, car il n'y a pas d'étude démographique approfondie. Le chiffre est peut-être trop élevé, mais les destructions dues à la guerre sont indéniables.
On peut noter que certains habitants de la Crimée, en particulier de langue turque (Tatars de Crimée) s'enrôlèrent dans différentes troupes allemandes, soit par hostilité au régime de Staline, soit pour se gagner les faveurs des Allemands. Une lettre du 27 septembre 1944 de Gerhard Klopfer, un assistant de Martin Bormann à la chancellerie du parti Nazi, estime que 500 à 600 Karaïtes se battent dans la Wehrmacht, la Waffen-SS ou la Légion Tatar (des volontaires Tatars pro-allemands),. Selon un survivant Juif du ghetto de Loutsk (en Ukraine), des Karaïmes locaux auraient assistés les nazis dans leur politique contre les Juifs,. « En Lituanie, il y a des rapports selon lesquels les nazis ont placé un Karaïte sadique comme responsable du ghetto de Vilnius ».
À l'inverse, des soldats karaïmes se sont battus dans l'armée rouge, et les Karaïmes ayant des postes de responsabilité dans l'administration soviétique et le parti communiste ont été exécutés, selon la politique habituelle des nazis. Quelques Karaïmes polonais auraient aussi ralliés la résistance dans ce pays.
Après les destructions partielles de la guerre, les Karaïtes ont également été touchés par les actions anti-Tatars du régime communiste (déportation des Tatars de Crimée).

#### Après la chute de l'URSS
Après la chute du communisme, quelques kenessa ont rouvert, mais la tendance à l'assimilation, également sensible chez les Juifs, est particulièrement forte chez les Karaïmes, qui s'appuient, qui plus est, sur des communautés numériquement bien moins nombreuses.

##### Situation globale
Le nombre des Karaïmes vivant en Europe orientale ou originaires de celle-ci est aujourd'hui très difficile à estimer. Ceux-ci constituent en toute hypothèse la quasi-totalité des populations karaïtes vivant hors d'Israël, ce pays ayant accueilli quasiment tous les karaïtes des pays musulmans (Irakiens et surtout Égyptiens). Les estimations, très vagues, vont ainsi de 2 000 à 25 000.

##### Situation en Ukraine

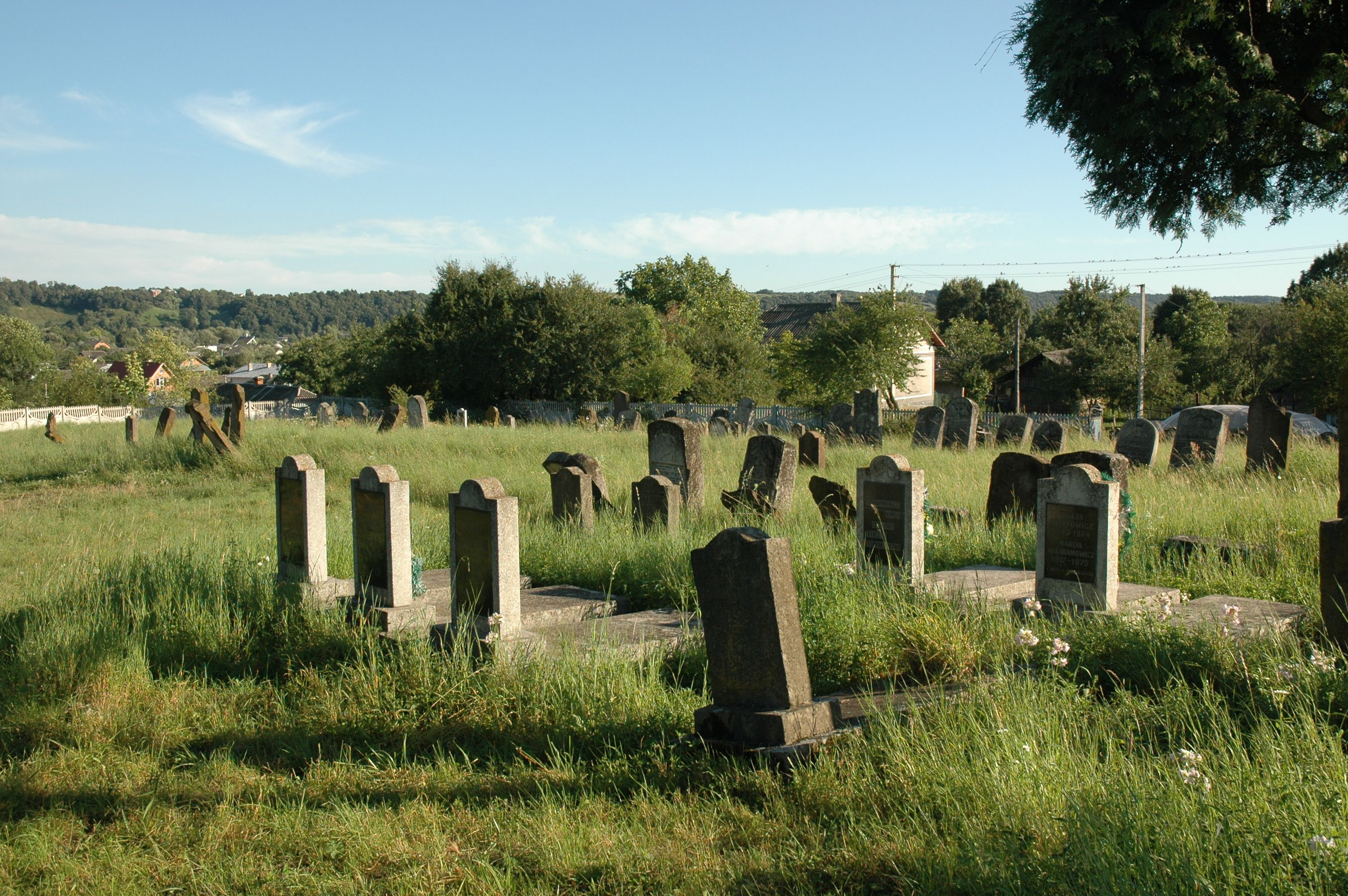
Le cimetière karaïte de Halytch, en Ukraine.

Le vieux centre de population criméen ne compte plus beaucoup de Karaïmes. Selon une enquête de « 1991, M. EL-Kodsi a dit qu'il en restait 800, dont 250 à Simferopol, 90 à Gozlov (Eupatoria), 70 à Feodosia, 60 à Sébastopol, 50 à Bakhchisarai (Chufut-Kale), 30 à Yalta et les autres ailleurs ». Soit 10 fois moins qu'en 1914. L'ensemble de l'Ukraine en compterait 1 200.

##### Situation en Lituanie

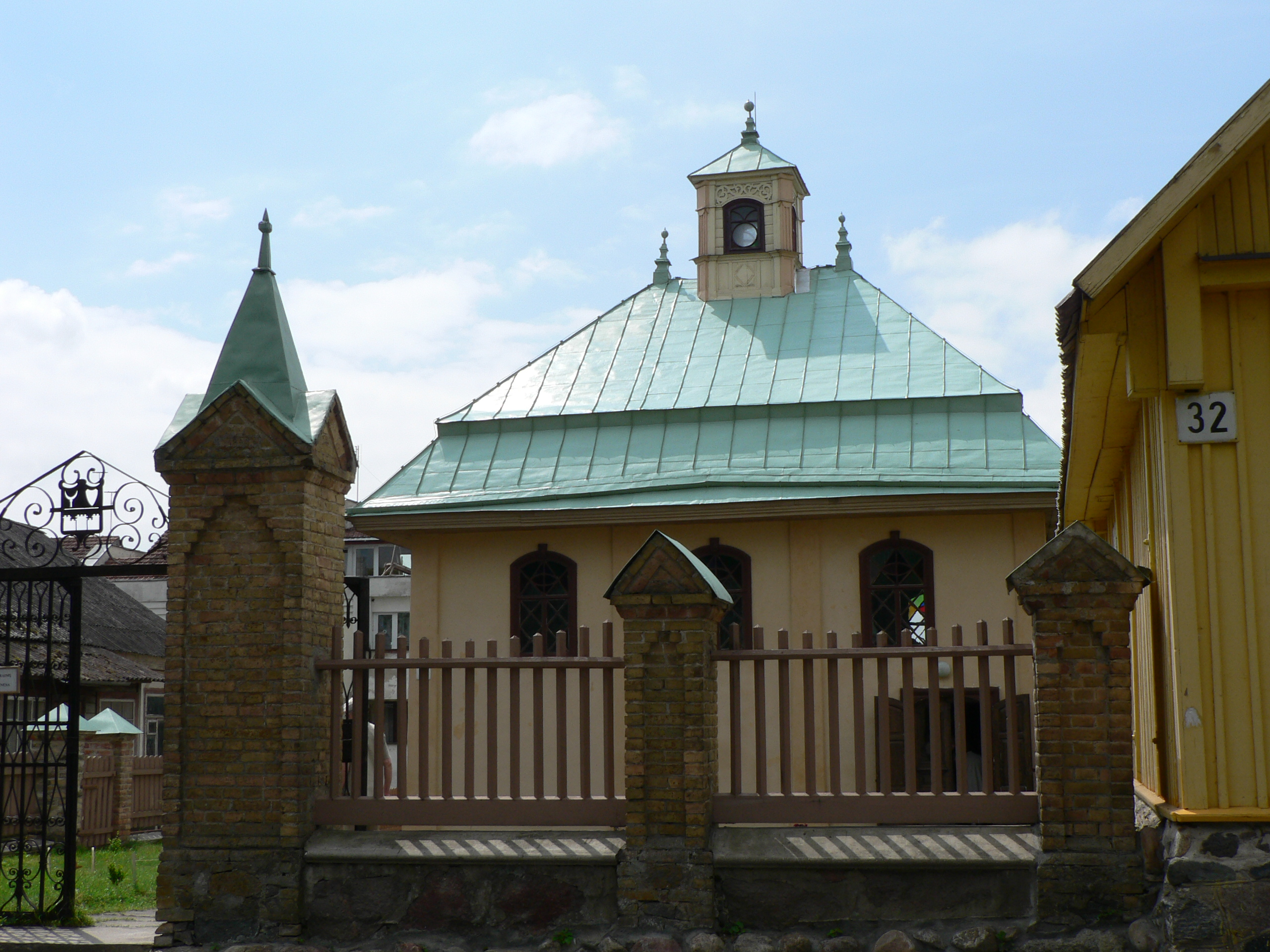
La Kenesa de Trakai, en Lituanie, en 2005.

En Lituanie, devenu un centre Karaïme important depuis le XIVe siècle, « une étude ethno-statistique importante fut menée par le Département de la Statistique de Lituanie, dont on peut extraire le chiffre global de 257 Karaïtes dont 16 enfants en Lituanie en 1997 ». Ce chiffre montre une décroissance régulière de la communauté : « 1959, 423 ; 1970, 388 ; 1979, 352 ; 1989, 289, encore que pour la période soviétique les statistiques soient unanimement considérées comme peu fiables ». Cette décroissance régulière semble liée à l'assimilation rapide. À compter de la perestroïka puis de l'indépendance de la Lituanie, une certaine réorganisation communautaire se fait jour : « L'année 1988 voit la reconstitution d'une association culturelle karaïme, 1990 l'organisation d'une école du dimanche. En 1992, on rend solennellement la kenessa de Vilnius au culte, après que la communauté a récupéré le bâtiment précédemment nationalisé ». Mais avec une population si peu importante et dont tant de membres ont oublié leurs traditions religieuses, le maintien d'une communauté lituanienne semble douteux à long terme.

##### La question de la judaïté
D'importantes différences d'approches religieuses divisent aussi ces communautés peu nombreuses et en voie d'assimilation. La question de la judaïté n'est ainsi pas totalement tranchée. 
La majorité des Karaïmes est-européens ayant conservé une conscience communautaire (ce qui n'est pas le cas de tous, eu égard au degré d'assimilation des Karaïmes) semblent se définir comme turcs et non comme juifs : « les Karaïmes criméens sont un peuple d'ascendance Turque qui a adopté le karaïsme [...], une religion abrahamique indépendante, non sectaire, monothéiste ». Dans les années 1990, « les communautés de Karaïtes de la Crimée, de Dniepropetrovsk, du Kharkiv, de Galicie et d'autres régions du pays [l'Ukraine] ont établi l'association des Karaïtes criméens de toute l'Ukraine Krimkaraylar. [...] Les objectifs [.... de] l'association sont de sauver le peuple Karai et ses reliques, de l'assister dans sa renaissance religieuse et culturelle, et de l'aider à maintenir son identité ethnique et culturelle ». Dans cette optique, Krimkaraylar a adopté, exactement dans les mêmes termes, la déclaration de 1917 selon laquelle « [les Karaïtes sont] le peuple autochtone de la Crimée, uni par la communauté d'ascendance, de langue et de traditions, qui se considèrent eux-mêmes comme ethniquement spécifiques, liées à d'autres peuples turcs, ayant une culture originale et une religion indépendante. Ils se sentent attachés à la Crimée en tant que leur patrie historique ». 
Quelques Karaïmes affirment par contre leur judaïté, comme ceux ayant émigré vers la Palestine mandataire puis Israël, en 1947-1948. On note également qu'une petite émigration a repris vers Israël depuis la chute de l'URSS, preuve que la redéfinition non juive n'est toujours pas acceptés par tous les karaïmes. Cette émigration ne peut cependant qu'accélérer le déclin des communautés.

### Égypte: Le foyer des Juifs Karaïtes au début duXXesiècle

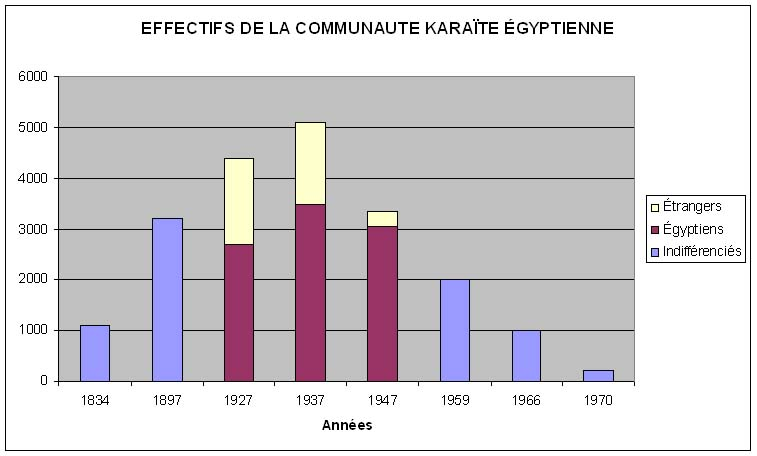
Évolution démographique de la population karaïte égyptienne de 1834 à 1970.

La communauté égyptienne karaïte était en pratique uniquement installée au Caire (du moins à l'époque moderne, c'est-à-dire à compter du XIXe siècle), à l'exception d'un petit groupe installé vers 1860 à Alexandrie, et qui comptait 243 membres en 1947. La communauté égyptienne était pauvre et très traditionaliste, avec une petite élite de commerçants et d'artisans un peu aisés. Jamais une redéfinition non-juive de son identité n'y a été tentée, et la communauté est toujours restée très pénétrée de son caractère juif.

#### Histoire moderne
Autrefois importante au Moyen Âge, La population égyptienne était devenue modeste, guère plus de mille personnes en 1834, mais elle a par la suite connu une assez forte expansion démographique (plus de 5 000 personnes un siècle plus tard), tant du fait d'une croissance interne que de l'émigration de karaïtes syriens vers le milieu du XIXe siècle, puis de Karaïtes russes à compter de la fin du XIXe siècle.
La communauté était organisée sur le modèle du Millet ottoman (communauté religieuse auto-organisée disposant d'un statut officiel). « Le Hatti-Humayoun, promulgué à Istanbul par le Sultan Abdel Magid en 1856, et les deux Hautes Circulaires des 3 février et 1er avril 1891 règlementaient les tribunaux confessionnels, et la compétence des conseils communautaires [...] dans tout l'Empire ottoman. Après un début d'application ponctuelle de ces textes en Égypte, le gouvernement demanda en 1906 à toutes les communautés de présenter les projets de leur règlement intérieur pour les approuver et leur donner vigueur de loi exécutive. En 1933, seules quatre communautés non musulmanes, dont la communauté karaïte n'avaient pas présenté leur règlement intérieur. Ainsi, les jugements de leurs tribunaux religieux ou mixte ne recevaient pas force exécutoire de la part des bureaux administratifs du gouvernement. Les karaïtes étaient cependant organisés selon le schéma classique d'une communauté. À la base, on trouvait les contribuables, qui payaient le don du culte ; le conseil communal, le maglis milli, existait depuis 1901. Ses membres étaient tous issus de la haute bourgeoisie [...]. Le conseil communal élisait un président, un vice-président et un secrétaire général, qui ont toujours été égyptiens. Ainsi, les affaires communautaires semblaient réservées aux seuls cairotes, sauf pour le hakham, qu'une tradition faisait venir » de Crimée.
Les relations traditionnelles avec les rabbanites étaient distantes, sans affrontements ni rapprochement, du moins jusqu'à la laïcisation partielle du XXe siècle, où les relations sont devenues plus chaleureuses entre certains segments des deux communautés. Les mariages mixtes étaient très peu nombreux. Le dernier Hakham al-Akbar (1934-1956) de la communauté du Caire, Touvia Levi Babovich, égyptien d'origine russe (né en 1879), considérait que c'était un motif d'exclusion de la communauté, mais des intellectuels karaïtes comme Murad Farag (1866-1956) les défendaient,.
Une amorce d'occidentalisation d'une élite karaïte s'amorce avec l'ouverture en 1897 d'une école de l'alliance israélite universelle. Elle était destinée aux Juifs de toutes obédiences, et s'ouvre donc aussi aux karaïtes, avec même une place dans l'enseignement pour l'histoire karaïte.
À compter du début du XXe siècle, le mouvement sioniste, qui reconnaît les karaïtes comme juifs, tentera également d'encadrer les karaïtes, comme les autres communautés juives égyptiennes, dans des organisations nationalistes « modernes ». « Ainsi, le 22 février 1922, le Docteur Pilpoul, Président de la Commission de Propagande de la Fédération Sioniste d'Égypte, déclara, en français, lors d'une soirée de la Fédération : “Il faut supprimer les dénominations Ashkénazim, Sépharadim et Karaïtes ; ne doit subsister qu'une seule communauté sous les auspices de l'Organisation Sioniste” ». Le résultat sera longtemps très modeste, les karaïtes restant une communauté pauvre et largement analphabète (50 % en 1927), se sentant peu concernée par une politique sans doute trop théorique pour elle. Joel Beinin note d'ailleurs que cet intérêt limité pour le sionisme se retrouvait chez les rabbanites, également réservés. Il note d'ailleurs que les journaux « modernes » de la communauté karaïtes (comme ceux des rabbanites) insistaient beaucoup, jusqu'à l'émigration, sur le caractère égyptien et patriote de la communauté, et que des articles à caractère nationaliste y paraissaient régulièrement, les karaïtes y étant régulièrement présentés comme « abna’ al-balad » (fils du pays).
La volonté de « modernisation » des élites juives, karaïtes ou rabbanite, s'est traduite par un certain rapprochement, complété par l'usage commun que les deux communautés font de l'hôpital Juif, dirigé par les rabbanites, mais auquel les karaïtes font des dons, et où certains travaillent, comme le docteur Moche Marzouk, également militant sioniste et agent israélien des années 1950.
La minorité touchée par la modernisation portée par l'alliance israélite universelle, également peu attirée par le sionisme « n'avaient de cesse de s'intégrer à une communauté francophone cairote qui, sous l'action de l'Alliance israélite universelle, se tournait de plus en plus vers l'étranger. [...] Le français représentait le passage obligé de l'émancipation sociale, mais entérinait aussi un clivage avec le reste des habitants [karaïtes] ». Attiré par une assimilation à la modernité francophone et occidentale, ce segment de la communauté connaîtra d'ailleurs plus tard une petite émigration vers la France, qui donnera naissance à la très petite communauté de Karaïtes d'origine égyptienne qui existe encore en France au début du XXIe siècle, et qui y a rejoint des karaïmes émigrés d'Europe orientale.
Sous l'influence de cette « modernisation » occidentale, la communauté constitua des institutions non strictement religieuses. Ainsi, dans les années 1930 « l'organisation de la jeunesse karaïte du Caire, al Gama'iya al Chobban al Israliyin al Karaiyn be Misr [« Association des jeunes israélites karaïtes d'Égypte »], dirigée par Yakub Farag Abdallah, installait également son siège rue Tur Sinaï, à 'Abbasseya. La communauté fondait à cette époque un journal en langue arabe, Al Chobban, qui, sous le nom de Al Kalim (l'instituteur) à partir de 1945, continua de paraître jusqu'en 1957 ».
Dès le XIXe siècle, il y a eu une petite immigration de Karaïmes russes vers l'Égypte, produit des liens entre Karaïmes européens et karaïtes égyptiens, lesquels prenaient souvent des dirigeants religieux d'origine européenne, perçus comme plus prestigieux et plus éduqués. Dans les années 1920, Cette émigration a connu une accélération, résultante des troubles nés de la révolution bolchevique.
« En 1927, on recensait dans la communauté karaïte 1 848 étrangers, surtout russes et syriens [issus de la communauté de Damas, détruite au XIXe siècle], et 2 659 égyptiens ». Ces étrangers d'origine européenne ou syrienne n'ont pas cherché à recréer une direction religieuse autonome, même si « la plupart d'entre eux vivaient à 'Abbasseya », et non dans le quartier karaïte. « Une synagogue [y] fut construite en 1927, la Khan 'Abbasseya, après une souscription publique de 12 000 Livres égyptiennes », commune aux trois groupes (égyptiens, syriens et russes). Compte tenu de la redéfinition officielle du karaïsme de Russie comme non juif, et ce depuis le XIXe siècle, cette fusion religieuse avec un groupe égyptien/syrien se voulant très fortement juif est à noter, et s'explique par les liens entre les deux communautés, certains « russes » étant à des postes de direction en Égypte. Aucune reprise des idées (assez récentes) de Szapszal sur le Christ ou Mahomet comme prophètes ne semble avoir été tentée, ou en tout cas réussie.

#### Émigration
La population karaïte en Égypte dépassait 5 000 personnes en 1937. « La création de l'État d'Israël et la guerre de 1948 prit [la communauté égyptienne] au dépourvu. En effet, seule la minorité étrangère s'était préparée à quitter l'Égypte et avait pu prendre quelques dispositions financières. La plupart d'entre eux avait déjà quitté l'Égypte en 1947 [pour la Palestine mandataire ou d'autres pays]. Il est vraisemblable que, contrairement à leurs coreligionnaires égyptiens, mal à l'aise dans les structures de plus en plus nettement affirmées de l'état-nation, ils furent séduits par la loi du retour [israélienne] et la citoyenneté qu'elle leur apporterait ». La majorité des karaïtes « russes » d'Égypte étaient en effet apatrides. 
Pour la seconde fois (après l'adhésion à la communauté religieuse du Caire dans les années 1920 et 1930), les « russes » faisaient un choix « juif », à rebours des choix majoritaires du karaïsme européen. Tout comme les choix « anti-juif » du XIXe siècle furent en partie contraints par la politique anti-juive du régime tsariste, le choix « pro-juif » des karaïmes russes d'Égypte semble être une réponse à la pression des circonstances, en l'occurrence à la difficulté d'être apatride et sans attaches communautaires claires dans l'Égypte nationaliste des années 1940 et 1950.
« En 1950, le problème de l’application de la loi du Retour se posa aux Caraïtes ; le Gouvernement israélien y répondit favorablement mais après des hésitations. […] En effet, les Caraïtes [d'Union Soviétique] qui se présentaient comme partie du peuple tartare avaient même servi dans la Wehrmacht, la Waffen SS et plus de la moitié dans la Légion tartare. […] Beaucoup d’Israéliens jugèrent que les Caraïtes ne méritaient pas la loi du Retour. Yitzhak Ben-Zvi, qui allait devenir le second président de l’État hébreu, leur répondit par voie de presse que les Caraïtes désireux d’émigrer en Israël étaient des Caraïtes orientaux, d’une parfaite loyauté : ils avaient notamment fondé un centre sioniste en Égypte et avaient soutenu les bataillons juifs de l’armée britannique ». Mais aucune différence ne fut fait en fonction de l'origine.
En Égypte, les Karaïtes de souche égyptienne, plus pauvres, moins politisés, moins éduqués, partirent en second, après le durcissement anti-juif qui se développa à partir de 1952 (émeutes du Caire) et surtout de la guerre israélo-égyptienne de 1956. « Le discours du général Naguib au siège de la communauté karaïte, puis à la Grande Synagogue du Caire le soir du Yom Kippour de 1953 rassurèrent un temps les esprits. Mais l'affaire Lavon en juillet 1954 marqua la fin de ce rapprochement ». Un des agents israélien impliqué dans les attentats du Caire était en effet un karaïte, le docteur Moshe Marzouk. « La vague d'émigration qui succéda au coup de force de Suez [de 1956] emporta la quasi-totalité d'une communauté profondément traumatisée, qui abandonna presque tous ses biens immobiliers ». 
La mort en 1956 du dernier Hakham al-Akbar (1934-1956) Touvia Levi Babovich, égyptien d'origine russe émigré en 1934, favorisera aussi l'accélération de l'émigration. D'une part celui-ci s'opposait au sionisme, peut-être une réminiscence de l'attitude anti-juive des karaïtes occidentaux, d'autre part il n'est pas remplacé après son décès, accélérant la destruction des cadres institutionnels de la communauté. Le journal karaïte al-Kalim ferme également ses portes après la guerre de 1956.
« Entre octobre 1956 et mars 1957, environ 40 % des karaïtes ont quitté l'Égypte, la plupart du temps pour Israël. Environ 2 000 karaïtes restaient au Caire [...] en 1959 ».
Les départs se terminent à la fin des années 1960, après la Guerre des Six Jours de 1967 qui achève de dégrader les relations judéo-arabes en Égypte. En 1966, il reste 1 000 karaïtes, et 200 en 1970.
L'installation se fera surtout autour de Ramla, à proximité de Tel Aviv, où les Karaïtes égyptiens seront rejoints par les membres de la dernière communauté karaïte en pays arabe, celle de Hitt, en Irak (environ 200 personnes). « La synagogue centrale de la communauté, qui est maintenant le “Karaite World Center”, s'est ouverte dans cette ville en 1961 ». Israël créera aussi deux mochavim (villages coopératifs) pour les nouveaux émigrants : Matzliah et  Ranen, établis en 1950 et 1951.
La population s'est ensuite dispersée vers d'autres villes, en particulier Ashdod, Beer-Sheva et Ofaqim. Les karaïmes occidentaux, beaucoup moins nombreux, « Criméens, Polonais et Turcs, [...] ont préféré Ofaqim et Jérusalem ».
Souvenir des vieilles oppositions entre rabbanites et karaïtes, le  grand rabbinat israélien s'est opposé à l'arrivée des karaïtes dès la fin des années 1940, mais sans succès eu égard à la vision laïque et nationaliste du gouvernement israélien. Celui-ci a refusé d'entrer dans des polémiques religieuses, et a au contraire encouragé l'émigration des karaïtes, reconnus par l'état comme juifs sans difficultés. Il y aura cependant une courte crise en 1949-1950, quand sous la pression du parti Mizrahi (sionistes religieux), l'Agence juive demandera l'arrêt de l'immigration karaïte, demande rapidement annulée devant les protestations du mouvement sioniste égyptien. On a également pu noter qu'après l'exécution du docteur Moshe Marzouk par les autorités égyptiennes à la suite de l'opération Susannah, les documents israéliens officiels le présentait comme un juif égyptien, et jamais comme un juif karaïte  égyptien, ce qui avait été à l'époque mal vécu par la communauté, qui ressentait une volonté de masquer son existence.

### Israël: Le foyer des juifs karaïtes aujourd'hui

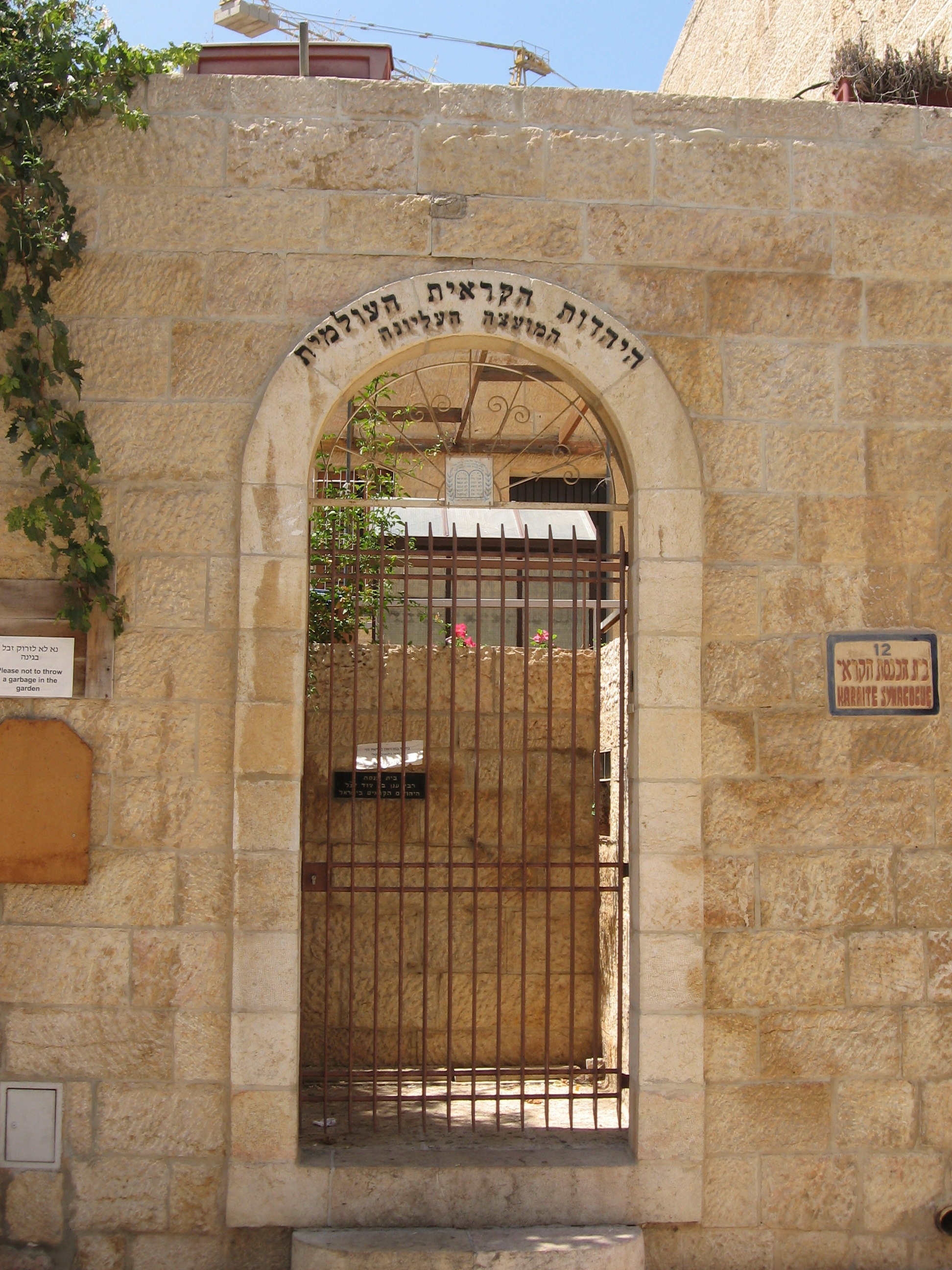
La synagogue karaïte dans la vieille ville de Jérusalem.

Les karaïtes ont une histoire ancienne dans ce qu'ils nomment Eretz Israël. « En effet, la doctrine karaïte insiste fortement sur l'obligation du Juif de vivre en Eretz Israël ». Leur importante communauté de Jérusalem (plus importante que celle des rabbanites) fut détruite lors de la première croisade, en 1099. Il y aura d'autres tentatives d'installation de moindre envergure, la dernière en 1744, qui durera jusqu'à la fin du XIXe siècle ou au début du XXe siècle. À la veille de la Seconde Guerre mondiale, elle a disparu, et l'Agence juive ne compte que 18 karaïtes (sans doute égyptiens) en 1939, tombés à un seul en 1948. Le grand sanctuaire de Jérusalem (détruit peu après pendant la guerre de 1947-1949) était sous la protection de la communauté du Caire.
C'est en Israël que va s'installer entre 1947 et 1968  ce qui est au début du XXIe siècle la plus grande communauté karaïte organisée du monde.

#### Démographie
Il existe aujourd'hui près de 40 000 karaïtes dans le monde, dont à peu près 35 000 en Israël, et 5 000 répartis aux États-Unis, en France et en Suisse.  le mouvement karaïte est aujourd'hui en pleine renaissance avec un nombre toujours croissant de Juifs qui y adhèrent, la plupart des karaïtes actuels sont toutefois originaires d'Égypte. "En 1956, ils ont été expulsés d'Égypte bien qu'ils s'y trouvaient depuis plus longtemps que les Arabes. Beaucoup ont fui pour les États-Unis."
La croissance numérique ci-dessus est essentiellement une croissance interne : les réservoirs de population karaïte des pays arabes sont vidés depuis la fin des années 1960, et les Karaïtes est-européens, dont la relation au judaïsme est ambigüe et l'assimilation généralement très avancée, n'émigrent pas (ou presque pas). La natalité en Israël est donc très forte, en lien avec les caractéristiques socio-professionnelles de la population, globalement assez faibles[réf. nécessaire].
Encore aujourd'hui, la grande majorité des karaïtes israéliens sont donc d'origine égyptienne, et dans une moindre mesure russe, syrienne ou turque.

#### Organisation religieuse

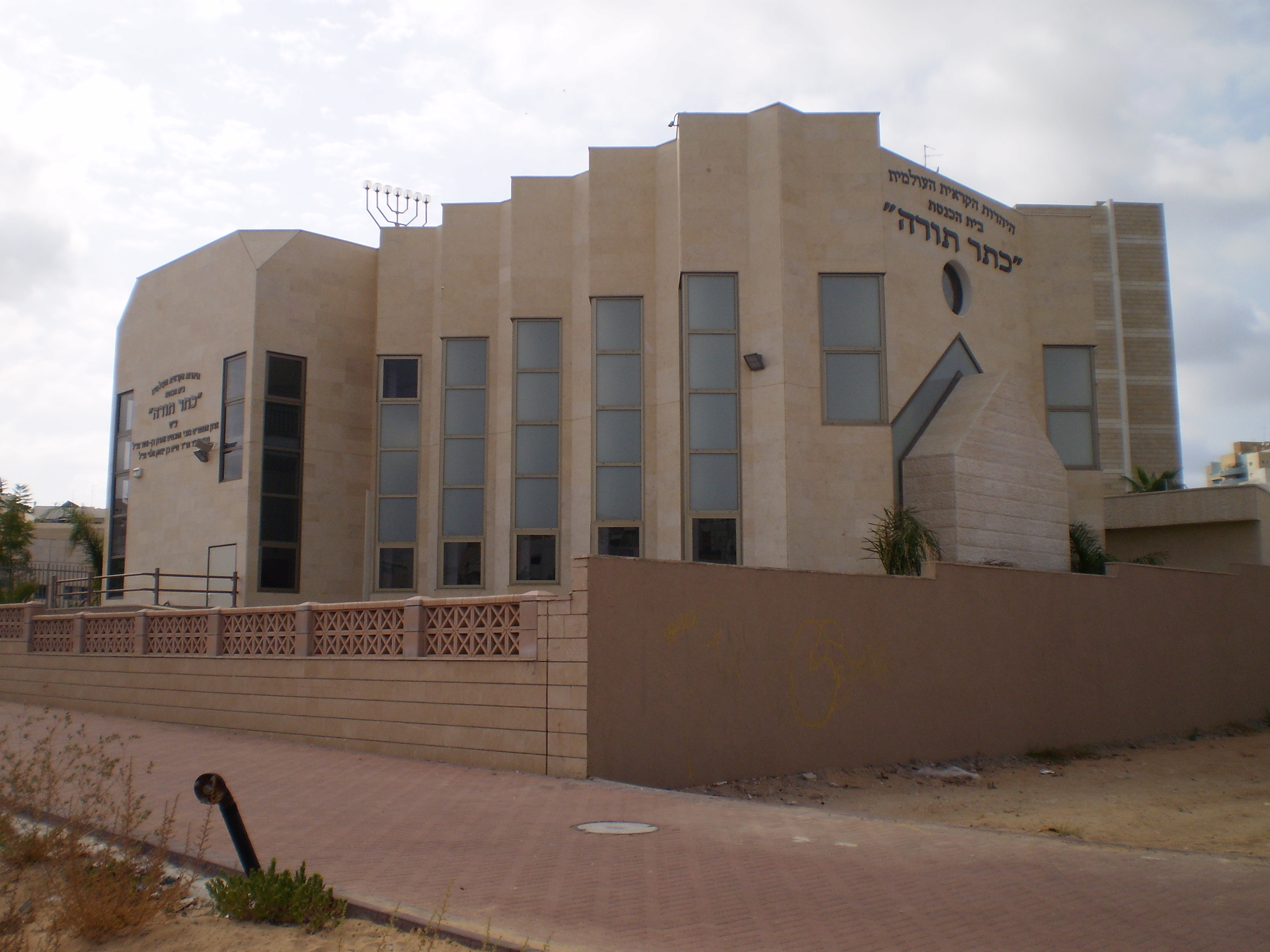
La Synagogue karaïte Keter Torah, à Ashdod.

Les karaïtes administrent d'après leurs lois, les affaires religieuses de leur communauté et traite en toute légalité leurs affaires d'état civil. Toutes leurs activités sont reconnues par l'état d’Israël. Ils sont aujourd'hui représentés auprès de l'État par le Conseil religieux du judaïsme karaïte universel ( équivalent d'un tribunal rabbinique dans le judaïsme rabbinique) . Cette organisation parapluie gère les synagogues, les mariages, les divorces. Les mariages karaïtes sont reconnus « juifs » par l'État d'Israël.
La communauté karaïte en Israël porte le nom de HaYahadut HaQara’it Ha‘Olamit, ou Universal Karaite Judaism (judaïsme karaïte universel), dirigée par un conseil des Hakhamim ( équivalent d'un tribunal rabbinique dans le judaïsme rabbinique, lui-même présidé par le grand Hakham. Voici une liste des grands Hakhamim d'Israël : 
- Josef ben Moshe Marzuk de Dimona (jusqu'en 1968)
- Emmanuel Mas'uda, du Mochav Matzliah (1968-1972)
- Salomon Shabbetai Nono, de Ramla (1972-1976)
- David Jerushalmi, de Ramla
- Haim Levi, de Ashdod
- Elijah ben Izhak Marzuk d'Ofakim (1991-???)
- Eliyahu Marzouq.[réf. nécessaire]

Il y a des synagogues karaïtes pratiquement dans tout le pays.  dont principalement à Bat-yam, Kiryat Gat, Beer Sheva, Ashdod, Arad et Rishon-le-Tsion. À Jérusalem, il existe une synagogue karaïte dans le quartier juif de la vieille ville, rue des Karaïm.

#### Situation sociale et économique
À l'origine population pauvre, souvent employée dans la construction, la population karaïte connaît un certain phénomène d'ascension sociale, et une classe moyenne se dessine au début du XXIe siècle.
L'État d'Israël reconnaît les Karaïtes comme juifs. Le grand rabbinat israelien les reconnait de manière générale en tant que "juif" mais pas officiellement. Celui-ci préfère considérer les Karaïtes comme non-Juifs plutôt qu'hétérodoxes. En effet, les divorces karaïtes étant sans valeur aux yeux du rabbinat, les Karaïtes, s'ils étaient reconnus Juifs, devraient être globalement considérés Mamzerim (bâtard) présumés, ne pouvant contracter de mariage avec l'assemblée d'Israël pendant dix générations (Choulhan Aroukh, Even ha-Ezer, 4.37), tandis que s'ils ne l'étaient pas, ils pourraient, en se convertissant, y être admis. 
L'attitude générale ambigüe du rabbinat orthodoxe israélien a posé deux types de problèmes aux Karaïtes. 
Le premier est de ne pas autoriser des mariages, du fait de l'exclusivité du mariage religieux existant en Israël. Seul un rabbin orthodoxe a le droit de marier un ou une Juive rabbanite. Cette situation existait également en Égypte (et était défendu par les Karaïtes eux-mêmes), mais ne posait guère question dans la société traditionnelle Égyptienne ou les mariages entre rabbanites et karaïtes étaient rares. Elle en pose plus dans la société israélienne, pourtant beaucoup plus laïque.  La situation est  assez ambigüe. Deux grands rabbins, Eliahu Bakshi-Doron  et Ovadia Yosef, deux grands rabbins séfarades d’Israël) ont encouragé de tels mariages.
Le deuxième problème est posé en termes d'identité. Si la reconnaissance de la judaïté des karaïtes ne pose pas question à l'état, elle est refusée en tout ou partie par le rabbinat, qui influence une large partie du public religieux en Israël. Dans sa thèse de doctorat, Sumi Colligan indique « en Égypte, les karaïtes étaient identifiés en tant que minorité juive [...] [mais] beaucoup d'israéliens ont une tendance à penser les karaïtes moins comme un type de juif que comme un groupe social séparé ». Le Jerusalem Post du 22 mai 2007 confirme d'ailleurs « beaucoup de gens aujourd'hui semblent penser que les termes “karaïte” et “juif” sont mutuellement exclusifs ». L'article indique d'ailleurs que si le Hakham Nehemia Gordon qui est interviewé « semble désireux d'éclaircir des idées fausses, c'est probablement parce qu'il est constamment invité à le faire ». Ce doute permanent sur la judaïté des karaïtes entraine en retour l'affirmation très forte de leur judaïté par les karaïtes israéliens.
Bien que totalement intégrés à la culture israélienne, beaucoup, en particulier chez les plus âgés « préservent des éléments importants de leur culture égyptienne - langue, nourriture, musique, rituels religieux ». Certains essaient aussi de préserver leur prononciation particulière de l'hébreu, mais celle-ci régresse sous l'influence de l'hébreu moderne.
Plus souple que le rabbinat orthodoxe israélien, un arrêté a été publié par le Rabbinat orthodoxe américain, reconnaissant aux Karaïtes une plus grande affinité avec les Juifs orthodoxes que ceux-ci n'en ont avec les Juifs réformés, voire les Juifs « conservateurs ». En vertu de cela, les conversions à l'orthodoxie (pour ceux qui le désirent) devraient être plus aisées.
Les relations avec le reste de la population juive en Israël sont normales, sans tensions particulières, mais certains karaïtes ont cependant un sentiment d'injustice lié à la non reconnaissance de leurs institutions religieuses par l'État (du fait de l'opposition des orthodoxes). Joel Beinin rapporte deux discours opposés sur ce point au début des années 1990. D'un côté, l'ancien grand Hakham d'Israël, Haïm Levy, insistait sur le fait « qu'il n'y avait aucune différence significative entre les karaïtes et les rabbanites, en Égypte ou en Israël, et que les karaïtes n'étaient soumis à aucune discrimination significative en Israël ». De l'autre, l'adjoint du nouveau grand Hakham, « Rabbi Gabr [les karaïtes israéliens utilisent les deux termes : rabbi et Hakham], [… était] offensé par la réticence du gouvernement israélien à reconnaitre le beth din (tribunal religieux) karaïte, et considérait que "tant que nous n'avons aucune représentation à la Knesset, nous sommes traités injustement (mekupahim)" ». Beilin note d'ailleurs que la déposition de Haïm Levy au début des années 1990 par la direction religieuse karaïte venait d'une attitude considérée comme trop accommodante, et « diluant l'identité distinct et les traditions de la communauté », preuve que la vision de rabbi Gabr n'est pas isolée.

### États-Unis

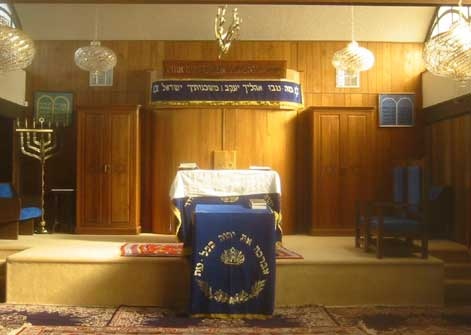
La congrégation B'nai Israel de Daly city, en Californie. La seule Kenesa nord-américaine.

La communauté karaïte américaine est assez récente. Bien qu'il y ait eu une immigration de Karaïmes est-européens vers les États-Unis, ceux-ci n'ont jamais été assez nombreux pour créer une communauté organisée.
L'essentiel de l'actuelle communauté est constitué d'immigrants égyptiens, auxquels sont venus s'ajouter quelques convertis dernièrement. 
À compter des années 1960, si l'émigration des karaïtes égyptiens se fait toujours essentiellement vers Israël, « entre 1964 et 1970, un segment substantiel de la communauté s'installe dans la région de la baie de San Francisco, surtout des membres des classes moyennes du Caire ». 
Dans les années 1960 et 1970, la communauté n'a presque aucune structure organisée, ni pratique religieuse autre que sporadique. On trouve juste dans les années 1970 une petite association à Chicago, organisée par Jacques Mangubi, l'ancien président de la communauté du Caire. Il n'y a d'ailleurs jusqu'aux années 1980 aucun Hakham régulièrement ordonné aux États-Unis.
Au début des années 1980 est établie la San Francisco Bay Area Karaites, la communauté karaïte de San Francisco. Deux options s'affrontent alors au sein de la communauté. Les plus traditionalistes veulent une communauté religieuse strictement karaïte, quand les plus assimilés « sont en faveur d'un centre éducatif qui préserverait et transmettrait l'héritage historique de la culture karaïte, mais ne ferait pas obstruction à l'intégration des karaïtes dans la communauté juive américaine » (essentiellement les réformés, qui ne rejettent pas les karaïtes). Dans cette optique, « en mai 1983, Fred Lichaa (né en 1947), qui est arrivé aux États-Unis en 1968 [...] s'arrange pour que la communauté karaïte tienne des prières du shabbat une fois par mois à Temple Sinai, une congrégation réformé ».
Toujours en 1983, en juillet, c'est la création officielle des Karaite Jews of America (Juifs karaïtes d'Amérique), une association à but non lucratif. En 1989, l'association commence la publication du KJA Bulletin, publié deux fois par an. Des rencontres et des camps d'été pour jeunes sont organisés, pour permettre aux karaïtes américains dispersés de conserver un lien communautaire, et pour encourager les mariages au sein de la communauté.
À partir de 1991, la KJA a acheté une maison à San Francisco, pour y servir de centre communautaire et de synagogue (le terme semble préféré à kenessa, sans doute par volonté d'une meilleure intégration au judaïsme américain). Les services y étaient rendus par Joseph Pessah, un laïque, en l'absence de hakham. Le nombre des pratiquants restait cependant restreint (30 ou 40), les déplacements pour se rendre à la synagogue étant importants pour une population assez dispersée, sans quartier spécifique. En 1994, la congrégation déménagea vers un local plus grand, situé dans la banlieue de San Francisco, à Daly City. Le bâtiment fut vendu à un prix avantageux par la congrégation réformée B'nai Israel, preuve des bonnes relations entre karaïtes et réformés américains, loin des relations tendues entre karaïtes et orthodoxes.
En 1995, autre preuve de l'intégration croissante des karaïtes au paysage juif américain, « le bulletin juif de la Californie du Nord a commencé à inclure le KJA dans sa liste hebdomadaire [des activités] des congrégations juives » de la région.
Pour tenter de résister à la tentation de l'assimilation, la communauté a développé les études religieuses, créant par exemple la  Karaite Jewish University de Californie.
La communauté américaine reste assez connectée à la communauté karaïte israélienne. La Karaite Jewish University de Californie compte ainsi dans ses dirigeants en 2007 d'assez nombreux hakhamim israéliens, et elle reconnaît l'autorité religieuse de la direction karaïte israélienne. Les activités des Karaïtes américains représentés par la " Karaite Jews of America" sont totalement reconnues par le grand conseil religieux karaïte d'Israël. La communauté israélienne et américaine travaillent aujourd'hui en étroite collaboration.
La communauté a fait un certain effort de conversion à destination des juifs rabbanites (le Hakham Nehemia Gordon, membre en 2007 de la direction karaïte israélienne est ainsi un ancien rabbanite), en renouant avec l'attitude karaïte des débuts. Quelques chrétiens ont aussi été convertis. En effet, cela faisait depuis plusieurs siècles que le mouvement karaïte n'avait pas autorisé les conversions. Il était alors presque impossible de se convertir au judaïsme karaïte.
À l'inverse, la communauté connaît un problème de double assimilation : au sein du melting-pot américain, par mariages mixtes (il y a un haut niveau de mariages mixtes, avec des juifs rabbanites.